# ФК «Манчестер Юнайтед» в сезоне 2016/2017
Сезон 2016/17 — 25-й сезон для «Манчестер Юнайтед» в Премьер-лиге, а также 42-й подряд сезон, который клуб провёл в высшем дивизионе английского футбола. Официальные матчи в нём прошли с 7 августа 2016 года по 24 мая 2017 года.
В этом сезоне «Юнайтед» возглавил португальский специалист Жозе Моуринью, назначенный на должность главного тренера клуба после увольнения Луи ван Гала по окончании предыдущего сезона.
7 августа 2016 года «Манчестер Юнайтед» провёл свой первый официальный матч в сезоне, сыграв в Суперкубке Англии против действующего чемпиона Англии, «Лестер Сити». Матч завершился победой «Юнайтед» со счётом 2:1.
После прихода Моуринью и летней трансферной кампании, в ходе которой в клуб перешли Поль Погба, Златан Ибрагимович и Генрих Мхитарян, многие эксперты ожидали от «Манчестер Юнайтед» борьбы за чемпионский титул в Премьер-лиге, однако команда даже ухудшила свой прошлогодний результат в чемпионате, завершив сезон на 6-м месте. Главной причиной такого итога выступлений в Премьер-лиге было рекордное количество ничьих — 15, многие из которых были зафиксированы с командами из средней и нижней части турнирной таблицы, и, несмотря на доминирование «Юнайтед» в этих играх, плохая реализация моментов в атаке стоила «красным дьяволам» множества потерянных очков. Также в этом сезоне команда провела рекордную для себя 25-матчевую беспроигрышную серию в Премьер-лиге.
Несмотря на неудачное выступление в чемпионате, команда добилась успеха в Лиге Европы. В групповом этапе «Манчестер Юнайтед» занял второе место и вышел в стадию плей-офф турнира, в котором обыграл «Сент-Этьен», «Ростов», «Андерлехт» и «Сельту», после чего вышел в финал. В финальном матче «Юнайтед» победил «Аякс» со счётом 2:0 и впервые в своей истории выиграл Лигу Европы (ранее известную под названием «Кубок УЕФА»).
«Юнайтед» также традиционно принял участие в национальных кубках: Кубке Англии и Кубке Футбольной лиги. 26 февраля 2017 года команда завоевала пятый в своей истории Кубок Футбольной лиги, обыграв в финальном матче на «Уэмбли» «Саутгемптон» со счётом 3:2.

## Перед началом сезона
Предыдущий сезон «Юнайтед» завершил на 5-м месте в чемпионате, из-за чего не попал в Лигу чемпионов, и даже победа в Кубке Англии не спасла главного тренера Луи ван Гала от увольнения. Новым главным тренером команды был назначен португальский специалист Жозе Моуринью. Моуринью так сформулировал цели на сезон: «Я хочу быть чемпионом. Говорить до начала сезона, что наша цель — это попасть в четвёрку? Четвёрка это не наша цель. Мы хотим быть чемпионами. Если по ходу сезона мы поймём, что разница в очках не позволяет нам стать чемпионами, то нашей следующей целью станет место в четвёрке».
| Источник      | Место |
| ------------- | ----- |
| BBC Sport     | 2-е   |
| Daily Express | 3-е   |
| Daily Mirror  | 3-е   |
| ESPN          | 1-е   |
| Forbes        | 1-е   |
| Sky Sports    | 3-е   |
| The Guardian  | 1-е   |
| The Telegraph | 3-е   |

Первым трансфером нового главного тренера «Манчестер Юнайтед» стал 22-летний ивуарийский защитник Эрик Байи, купленный у «Вильярреала» за 30 млн фунтов. Байи подписал с клубом четырёхлетний контракт. 1 июля было объявлено о подписании контракта со шведским нападающим Златаном Ибрагимовичем, который был свободным агентом, так как его контракт с «Пари Сен-Жермен» истёк накануне. 6 июля состоялся переход 27-летнего армянского атакующего полузащитника Генриха Мхитаряна из «Боруссии Дортмунд» за 26 млн фунтов. Мхитарян подписал с клубом четырёхлетний контракт. 9 августа «красные дьяволы» объявили о том, что Поль Погба подписал с клубом пятилетний контракт. Его трансфер из «Ювентуса» составил 105 млн евро (89 млн фунтов). Несмотря на рекордную сумму трансфера Погба, эксперты BBC Sport подсчитали, что он обошёлся «Юнайтед» лишь в 17,6 % от годового оборота клуба, что сопоставимо с трансфером Уэйна Руни за 27 млн в 2004 году (17,2 % от годового оборота клуба 2004 года) и значительно меньше (в относительном выражении) трансферов Брайана Робсона в 1981 году (2,65 млн фунтов — 56,6 % годового оборота в 1981 году) и Дениса Лоу в 1962 году (187 178 фунтов — 61,4 % от годового оборота в 1962 году).
В июле клуб покинул ряд игроков: Ник Пауэлл, Виктор Вальдес, Джордж Доррингтон, Оливер Ратбоун, Тайлер Рид, Джо Ротуэлл, Эшли Флетчер,  Джимми Данн. Из них только Пауэлл и Вальдес имели опыт выступления за основной состав, остальные игроки выступали за молодёжные команды клуба. 11 августа с командой расстались Патрик Макнейр и Дональд Лав, перешедшие в «Сандерленд» за 5,5 млн фунтов. 22 августа клуб покинул защитник Тайлер Блэкетт, подписавший контракт с «Редингом». В последние дни летнего трансферного окна в «Халл Сити» перешли Уилл Кин и Джеймс Уир.
Несколько молодых игроков отправились в аренду перед началом сезона. В их числе были правый защитник Гильермо Варела, которого арендовал немецкий клуб «Айнтрахт (Франкфурт)», и атакующий полузащитник Аднан Янузай, перешедший в «Сандерленд». В августе в аренду в клуб Чемпионшипа «Дерби Каунти» отправился нападающий «Юнайтед» Джеймс Уилсон, а в клуб «Вулверхэмптон Уондерерс» перешёл Кэмерон Бортуик-Джексон. Андреас Перейра был отправлен в аренду в испанский клуб «Гранада». 31 августа в «Гримсби Таун» отправился английский вратарь Дин Хендерсон, а португальский вратарь Жоэл Каштру Перейра уехал в «Белененсиш».

## Предсезонное турне и товарищеские матчи
«Манчестер Юнайтед» начал подготовку к сезону 2016/17 товарищеским матчем против «Уиган Атлетик», одержав в нём победу со счётом 2:0. Затем команда отправилась в предсезонное турне по Китаю, в котором должна была провести две игры в рамках Международного кубка чемпионов: против дортмундской «Боруссии» и «Манчестер Сити». «Юнайтед» провёл первый матч (против «Боруссии») в Шанхае, уступив со счётом 1:4, однако планируемая в Пекине игра против «Манчестер Сити» была отменена из-за плохих погодных условий. 30 июля в шведском Гётеборге команда провела товарищеский матч против турецкого «Галатасарая», разгромив соперника со счётом 5:2. 3 августа «красные дьяволы» сыграли на «Олд Траффорд» с «Эвертоном» в матче в честь Уэйна Руни, матч завершился вничью со счётом 0:0.
Уже после завершения сезона, 4 июня 2017 года, на «Олд Траффорд» прошёл матч в честь Майкла Каррика. В нём сыграла символическая «сборная» «Манчестер Юнайтед» образца 2008 года под руководством сэра Алекса Фергюсона и «команда всех звёзд» Майкла Каррика под руководством Гарри Реднаппа. Матч завершился вничью со счётом 2:2, окончательный счёт установил сам Майкл Каррик, забив гол в ворота Шея Гивена дальним ударом.
| 16 июля 2016 Товарищеский матч | Уиган Атлетик | 0:2     | Манчестер Юнайтед     | Уиган                               |
| 13:30 BST |               | (отчёт) | Кин 49′ · Перейра 59′ | Стадион: Ди-дабл-ю Зрителей: 13 314 |
| Манчестер Юнайтед: Джонстон (Ж. Перейра, 82'), Фосу-Менса (Валенсия, 46'), Байи (Туанзебе, 82'), Блинд (Блэкетт, 74'), Шоу (Джонс, 46'), Каррик (А. Перейра, 46'), Эррера (Варела, 74'), Лингард (Янузай, 46'), Мхитарян (Мата, 46'), Депай (Янг, 46'), Уилсон (Кин, 46') |               |         |                       |                                     |

| 22 июля 2016 МКЧ | Боруссия Дортмунд                                                 | 4:1     | Манчестер Юнайтед       | Шанхай                                                      |
| 13:00 BST | Кастро 19′ 86′ · Обамеянг 36′ (пен.) · Сократис 38' · Дембеле 57′ | (отчёт) | Мхитарян 59′ · Байи 82' | Стадион: Шанхайский стадион Зрителей: 60 000 Судья: Ди Ванг |
| Манчестер Юнайтед: Джонстон (Ромеро, 46'), Валенсия (Перейра, 75'), Байи, Джонс (Рохо, 46'), Шоу, Блинд (Макнейр, 66'), Эррера, Мата, Мхитарян (Янузай, 66'), Лингард (Янг, 46'), Депай (Рашфорд, 46') |                                                                   |         |                         |                                                             |

| 25 июля 2016 МКЧ | Манчестер Сити | отменён | Манчестер Юнайтед | Пекин                         |
| 12:30 BST        |                |         |                   | Стадион: Национальный стадион |

| 30 июля 2016 Товарищеский матч | Манчестер Юнайтед                                                  | 5:2     | Галатасарай                         | Гётеборг                         |
| 18:30 BST | Ибрагимович 4′ · Руни 41' 55′ 58′ (пен.) · Феллайни 62′ · Мата 74′ | (отчёт) | Гюмюш 22′ · Снейдер 27' · Брума 40′ | Стадион: Уллеви Зрителей: 30 200 |
| Манчестер Юнайтед: Де Хеа (Ромеро, 67'), Валенсия (Депай, 67'), Байи (Рохо, 67'), Блинд (Джонс, 67'), Шоу (Дармиан, 67'), Шнедерлен (Каррик, 46'), Эррера (Феллайни, 46'), Мхитарян (Лингард, 46'), Руни (Мата, 67'), Марсьяль (Янг, 46'), Ибрагимович (Рашфорд, 46') |                                                                    |         |                                     |                                  |

| 3 августа 2016 Матч в честь Уэйна Руни | Манчестер Юнайтед | 0:0     | Эвертон | Манчестер                                                  |
| 20:00 BST |                   | (отчёт) |         | Стадион: Олд Траффорд Зрителей: 58 597 Судья: Майкл Оливер |
| Манчестер Юнайтед: де Хеа (Ромеро, 64'), Валенсия (Дармиан, 64'), Байи (Джонс, 46'), Блинд (Мата, 64'), Шоу (Рохо, 46'), Каррик (Шнедерлен, 46'), Эррера (Феллайни, 46'), Лингард (Янг, 46'), Руни (Рашфорд, 53'), Марсьяль (Мхитарян, 46'), Ибрагимович (Депай, 64') |                   |         |         |                                                            |

| 4 июня 2017 Матч в честь Майкла Каррика | Манчестер Юнайтед 2008    | 2:2     | Сборная Майкла Каррика | Манчестер                                                  |
| 16:00 | Видич 28′ · М. Каррик 82′ | (отчёт) | Мендьета 22′ · Кин 64′ | Стадион: Олд Траффорд Зрителей: 70 027 Судья: Нил Суорбрик |
| Манчестер Юнайтед 2008: Эдвин ван дер Сар, Уэс Браун (Грэм Каррик, 62'), Неманья Видич (Гари Невилл, 45'), Рио Фердинанд (Микаэль Сильвестр, 45'), Патрис Эвра, Пак Чи Сон, Майкл Каррик (капитан), Пол Скоулз (Луи Саа, 45'), Даррен Флетчер, Райан Гиггз, Уэйн Руни (Димитр Бербатов, 45') Сборная Майкла Каррика: Шей Гивен, Мичел Сальгадо (Алекс Брюс, 45'), Джейми Каррагер, Джон Терри (капитан), Эрик Абидаль (Фил Невилл, 35'), Дэмьен Дафф (Жоан Капдевила, 35'), Гаиска Мендьета (Ричард Гарсия, 45'), Маркос Сенна (Тревор Синклер, 74'), Кларенс Зеедорф (Дэмьен Дафф, 63'), Робби Кин, Майкл Оуэн (Эйдур Гудьонсен, 35') |                           |         |                        |                                                            |

## Суперкубок Англии
«Манчестер Юнайтед» как действующий обладатель Кубка Англии сыграл в матче на Суперкубок Англии с действующим чемпионом Англии «Лестер Сити» 7 августа 2016 года. Для «Юнайтед» это был 30-й матч на Суперкубок Англии. Игра завершилась победой «красных дьяволов» со счётом 2:1 благодаря голам Лингарда и Ибрагимовича; эта победа стала для «Манчестер Юнайтед» 2700-й во всех официальных турнирах с момента основания клуба. Лучшим игроком матча был признан Ибрагимович.
| 7 августа 2016 | Лестер Сити                            | 1:2     | Манчестер Юнайтед                        | Лондон                                               |
| 16:00 BST | Симпсон 40' · Варди 52′ 75' · Кинг 55' | (отчёт) | Лингард 32′ · Байи 71' · Ибрагимович 83′ | Стадион: Уэмбли Зрителей: 85 437 Судья: Крейг Поусон |
| Манчестер Юнайтед: де Хеа, Валенсия, Байи, Блинд, Шоу (Рохо, 69'), Каррик (Эррера, 61'), Феллайни, Лингард (Мата, 63' (Мхитарян, 90+3')), Руни (Шнедерлен, 88'), Марсьяль (Рашфорд, 70'), Ибрагимович |                                        |         |                                          |                                                      |

## Премьер-лига
См. также: Премьер-лига в сезоне 2016/2017
Календарь матчей Премьер-лиги сезона 2016/17 был обнародован 15 июня 2016 года. «Юнайтед» открыл сезон выездным матчем с «Борнмутом» 13 августа 2016 года и завершил домашней игрой с «Кристал Пэлас» 21 мая 2017 года. Команда закончила чемпионат на 6-м месте.

#### Август
Свой первый матч в Премьер-лиге «Манчестер Юнайтед» сыграл на выезде против «Борнмута». Из-за дисквалификаций игру пропускали Смоллинг и Погба. В первом тайме «Юнайтед» использовал по большей части свой правый фланг, где к атакам подключался правый защитник Валенсия, однако голевых моментов у обеих команд практически не было. На 40-й минуте после ошибки капитана «Борнмута» Саймона Фрэнсиса Хуан Мата открыл счёт в матче. На 59-й минуте Валенсия навесил на Марсьяля, француз неудачно пробил, но на пути мяча оказался Уэйн Руни, замкнувший полёт мяча ударом головой. Мяч с отскоком от газона залетел в ворота «Борнмута». На 64-й минуте Златан Ибрагимович забил мяч дальним ударом с 23 метров, Боруц не смог вытащить мяч из левого нижнего угла ворот. На 69-й минуте Смит мощным ударом отправил мяч в верхний правый угол ворот де Хеа. Матч завершился со счётом 3:1 в пользу манчестерского клуба, а Ибрагимович установил рекорд как игрок, забивавший мячи в своих дебютных матчах в чемпионатах Англии, Италии, Испании, Франции и в Лиге чемпионов. Лучшим игроком матча был признан Эрик Байи.

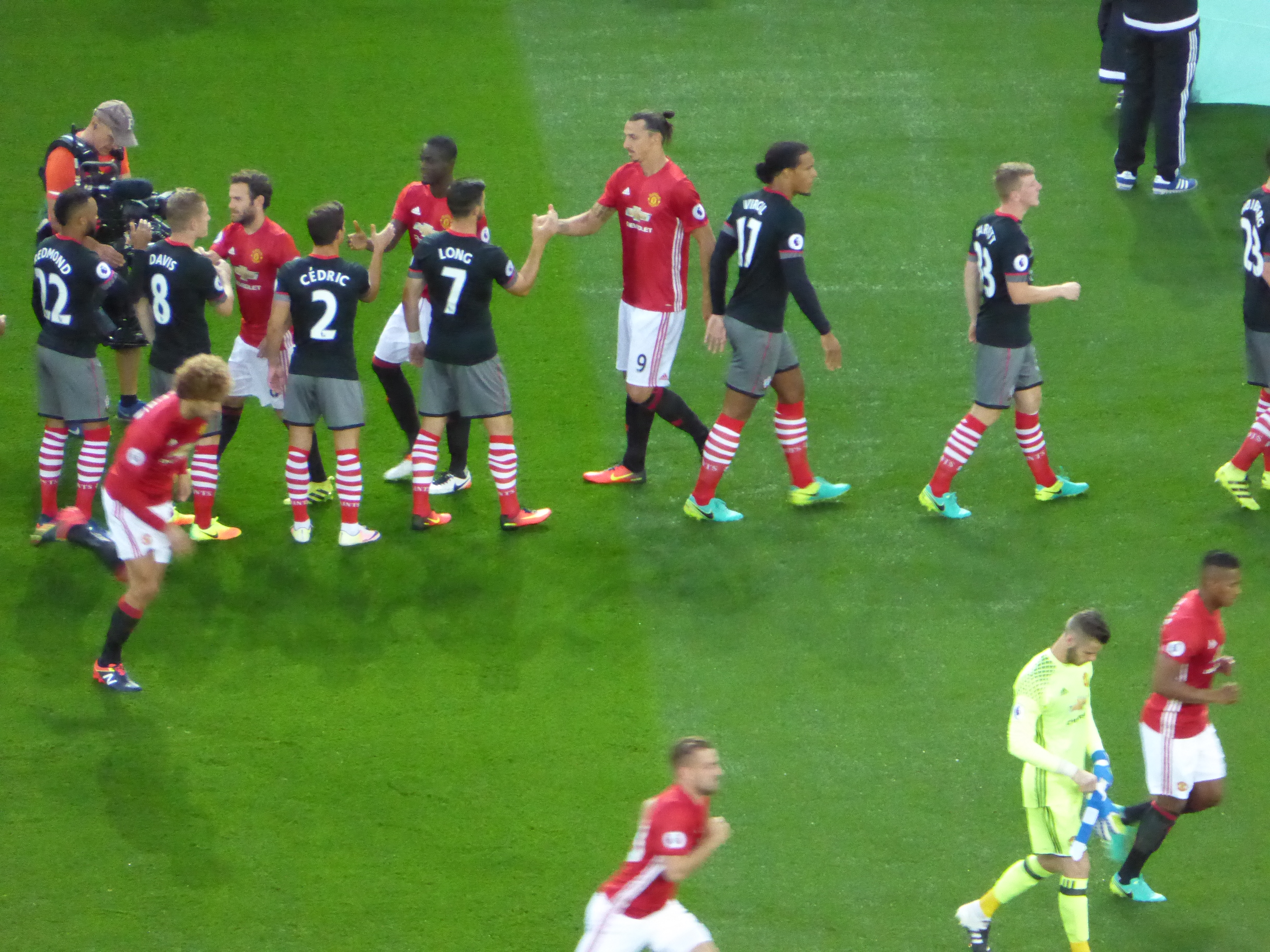
«Юнайтед» перед игрой с «Саутгемптоном»

Во втором туре «красные дьяволы» дома принимали «Саутгемптон». Это был первый официальный матч на «Олд Траффорд» в качестве игроков «Юнайтед» для Златана Ибрагимовича и Эрика Байи, вышедших в стартовом составе, и для Генриха Мхитаряна, вышедшего на замену на 76-й минуте. Кроме того, в стартовом составе хозяев вышел Поль Погба, который провёл свой последний матч в Премьер-лиге 18 марта 2012 года, после чего покинул клуб летом 2012 года, а 4 года спустя вернулся в клуб в качестве самого дорогого игрока в истории футбола. Счёт в матче открыл Ибрагимович, на 36-й минуте точно пробивший головой после навеса Уэйна Руни с правого фланга. На 51-й минуте Йорди Класи нарушил правила в своей штрафной на Люке Шоу, после чего главный судья Энтони Тейлор назначил пенальти. К отметке подошёл Ибрагимович и точно пробил в левый нижний угол ворот Форстера, установив в матче окончательный счёт 2:0. Шведский нападающий также был признан лучшим игроком матча.
В третьем и последнем матче августа в Премьер-лиге «Манчестер Юнайтед» сыграл с «Халл Сити» на выезде. К этой встрече команды подошли с победами в обоих своих стартовых матчах Премьер-лиги. «Халл Сити» хорошо оборонялся на протяжении всего матча, и «Юнайтед» никак не мог вскрыть оборону хозяев. Жозе Моуринью попытался усилить атаку, выпустив на замену Мхитаряна и Рашфорда. Уже в добавленное время Руни после передачи Люка Шоу прошёл по левому флангу, обыграл Ахмеда аль-Мухаммади и сделал передачу в центр штрафной площади «Халла», где её замкнул Рашфорд. Благодаря этому голу в добавленное время «красные дьяволы» одержали победу со счётом 1:0 и завершили август со стопроцентным показателем набранных очков.
Лучшим игроком августа болельщики «Юнайтед» признали Эрика Байи.

#### Сентябрь
В первом матче сентября, который «Манчестер Юнайтед» проводил после перерыва на игры национальных сборных, команда сыграла на «Олд Траффорд» в манчестерском дерби. По сравнению с предыдущим матчем против «Халл Сити» Моуринью выставил в стартовом составе Мхитаряна и Лингарда, однако эти футболисты не смогли вписаться в игру, и оба были заменены сразу после перерыва. В первом тайме «Сити» владел инициативой, и уже на 15-й минуте после ошибки игроков обороны «Юнайтед» Де Брёйне вышел один на один с де Хеа, открыв счёт в матче. На 36-й минуте Ихеаначо удвоил преимущество «горожан». На 42-й минуте после розыгрыша стандартного положения Ибрагимович смог отыграть один мяч. Моуринью попытался изменить ход игры, выпустив на поле Рашфорда и Эрреру, однако голов в матче больше забито не было, и он завершился победой «Сити» со счётом 2:1.
В пятом туре Премьер-лиги «Манчестер Юнайтед» на выезде сыграл с «Уотфордом». Хозяева открыли счёт на 34-й минуте благодаря голу Капу. На 62-й минуте «Юнайтед» сумел сравнять счёт усилиями Рашфорда, однако на 82-й минуте вышедший на замену Суньига вновь вывел «шершней» вперёд. Точку в матче поставил Дини, реализовавший пенальти, назначенный уже в добавленное время после фола Феллайни. В этом матче «красные дьяволы» забили свой 800-й гол на выезде в Премьер-лиге — больше, чем любая другая команда. Поражение в этой игре (со счётом 3:1) стало для команды Моуринью третьим подряд после неудач в манчестерском дерби и в первом матче группового этапа Лиги Европы (см. ниже).

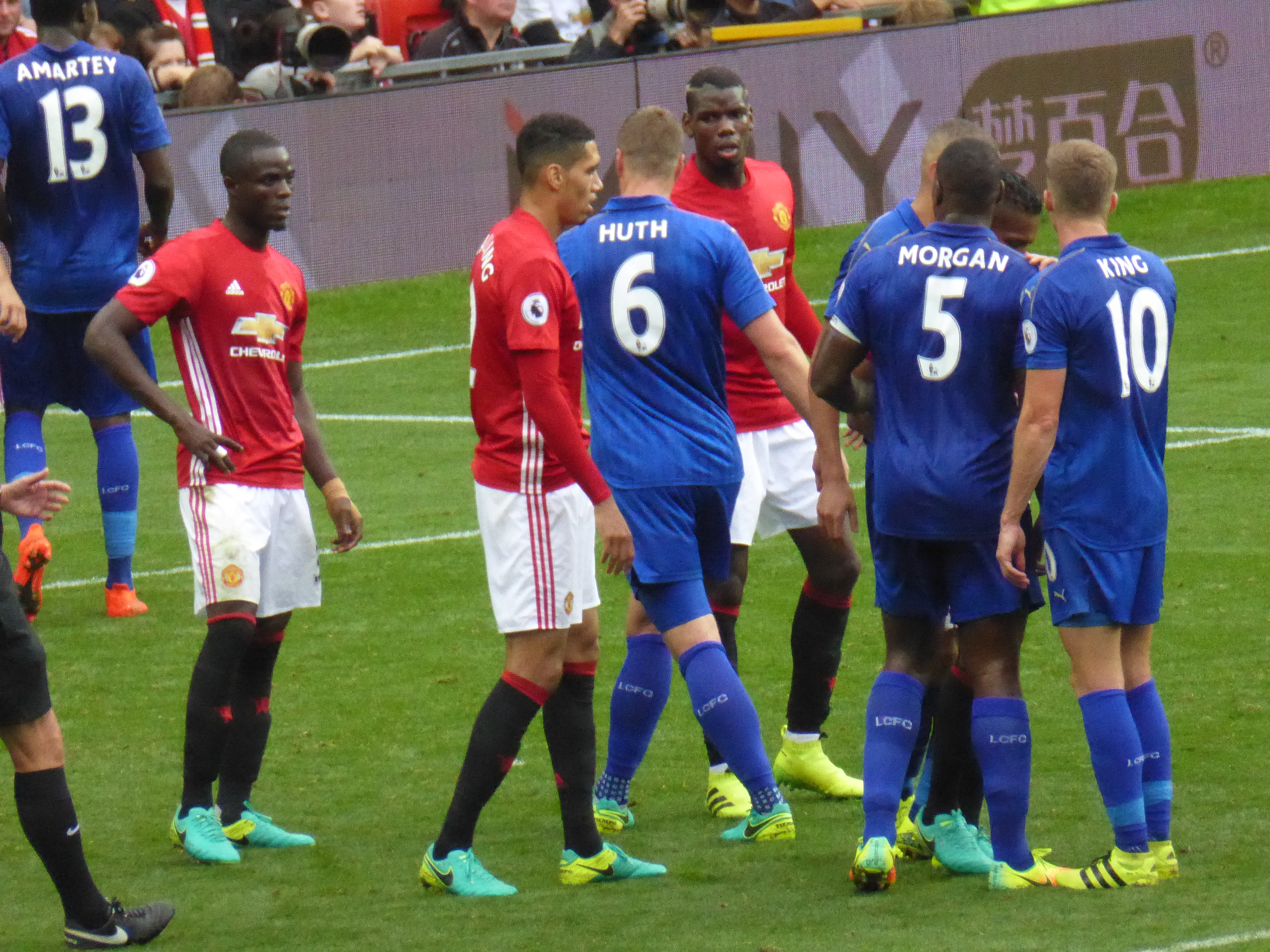
«Юнайтед» в игре против «Лестера»

В шестом туре команда принимала на «Олд Траффорд» действующего чемпиона, «Лестер Сити». В стартовом составе впервые с начала сезона в Премьер-лиге отсутствовал капитан Уэйн Руни, подвергшийся критике в британской прессе за его предыдущие выступления. На 22-й минуте счёт в матче открыл Смоллинг, замкнувший подачу с углового удара ударом головой. На 37-й минуте голом отличился Мата после паса Лингарда. Три минуты спустя после нестандартного розыгрыша углового удара Мата сделал пас на Рашфорда, который забил третий гол «Юнайтед». Ещё через две минуты Погба отправил мяч головой в сетку ворот, вновь после розыгрыша углового удара. Во втором тайме Грей дальним ударом смог отправить мяч в сетку ворот де Хеа, установив окончательный счёт в матче. «Манчестер Юнайтед» одержал уверенную победу со счётом 4:1. Игроком матча был признан Поль Погба.
Лучшим игроком клуба в сентябре болельщики назвали Маркуса Рашфорда.

#### Октябрь
В первом матче октября команда принимала на «Олд Траффорд» «Сток Сити». До этой игры команда Марка Хьюза ещё не выигрывала в Премьер-лиге текущего сезона, потерпев 4 поражения и дважды сыграв вничью. Счёт в матче был открыт на 69-й минуте, когда вышедший на замену Марсьяль кручёным ударом отправил мяч в правый верхний угол ворот соперника. На 82-й минуте де Хеа неудачно отбил удар Глена Джонсона, после чего Джо Аллен сравнял счёт. Хозяева доминировали на протяжении всей встречи, владея мячом 67 % игрового времени и нанеся 24 удара в сторону ворот «Стока» (из них 9 — в створ ворот), однако больше забить не смогли, и игра завершилась со счётом 1:1. Игроком матча был признан вратарь «Сток Сити» Ли Грант, сделавший 8 сейвов (что сделало его сообладателем рекорда сезона). Жозе Моуринью заявил после матча, что команда провела «лучшую игру в сезоне» и что счёт мог бы быть 5:0 или 6:0, если бы не промахи игроков «Юнайтед» и отличная игра вратаря соперника.
В матче восьмого тура Премьер-лиги команда встретилась в северо-западном дерби с «Ливерпулем». Обе команды хорошо сыграли в обороне, и зрители на «Энфилде» голов в этой встрече не увидели. Больше владел мячом «Ливерпуль» (65 % игрового времени против 35 % у «Юнайтед»), его игроки также нанесли больше ударов по воротам соперника (9 ударов, из них 3 в створ — против 7 ударов и 1 в створ у «Юнайтед»). Игроком матча был признан Андер Эррера.
В матче девятого тура «Манчестер Юнайтед» сыграл с бывшей командой Моуринью «Челси» на «Стэмфорд Бридж». Уже на 30-й секунде матча после ошибки обороны «Юнайтед» Педро открыл счёт. На 21-й минуте после розыгрыша углового Кэхилл удвоил преимущество «синих». Во втором тайме «Челси» забил ещё два мяча в контратаках усилиями Азара на 62-й минуте и Канте на 70-й минуте. В итоге матч завершился разгромным поражением «красных дьяволов» со счётом 4:0. Игроком матча был признан Азар.

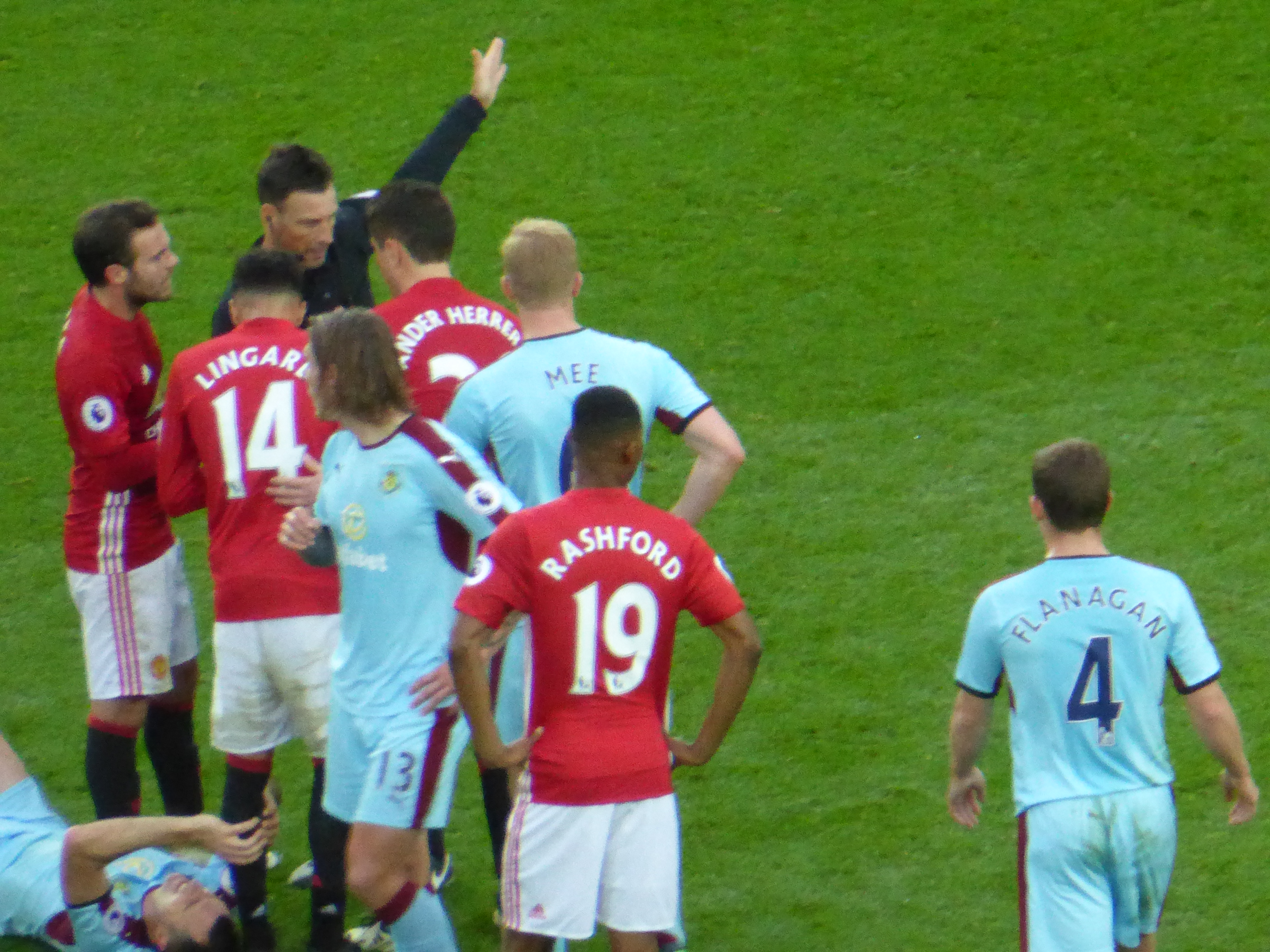
«Юнайтед» в игре против «Бернли»

В десятом туре «Юнайтед» провёл домашний матч против «Бернли». На протяжении всей игры хозяева атаковали, нанеся 37 ударов по воротам (из них 11 ударов в створ ворот), что является рекордным показателем для «Манчестер Юнайтед» в матчах Премьер-лиги с 2003 года. В первом тайме судья Марк Клаттенбург проигнорировал спорный эпизод, в котором можно было назначить пенальти в ворота «Бернли». Возмущённый Моуринью высказал своё недовольство этим решением судьи, за что был удалён Клаттенбургом на трибуны. На 68-й минуте Клаттенбург удалил Эрреру, показав ему вторую жёлтую карточку. Голов в игре забито не было. Игроком матча был признан вратарь «Бернли» Том Хитон, сделавший несколько «впечатляющих сейвов».
Лучшим игроком октября болельщики признали Хуана Мату.

#### Ноябрь
В 11-м туре «Манчестер Юнайтед» на выезде сыграл против находящегося в зоне вылета «Суонси Сити». Счёт на пятнадцатой минуте открыл Погба, нанеся удар из-за пределов штрафной после неудачного выноса мяча защитником «лебедей» ван дер Хорном. Через шесть минут счёт удвоил Ибрагимович, нанеся дальний удар после паса Руни. На тридцать третьей минуте Руни и Ибрагимович снова провели голевую комбинацию — Уэйн отдал передачу на ход Златану, который переиграл на ближней дистанции вратаря хозяев Фабьянского. Во втором тайме «Юнайтед» ослабил давление на ворота «Суонси Сити», благодаря чему у хозяев поля появились возможности для проведения своих атак. После неточного паса защитника манчестерской команды Рохо его одноклубник Дармиан нарушил правила недалеко от своей штрафной площади, после чего ван дер Хорн на 69-й минуте нанёс результативный удар головой после передачи Сигурдссона со штрафного удара. Игра завершилась со счётом 1:3 в пользу гостей. Игроком матча был признан Руни. Первый гол Ибрагимовича в этой игре также стал 25-тысячным голом, забитым в рамках Премьер-лиги с момента её основания в 1992 году.

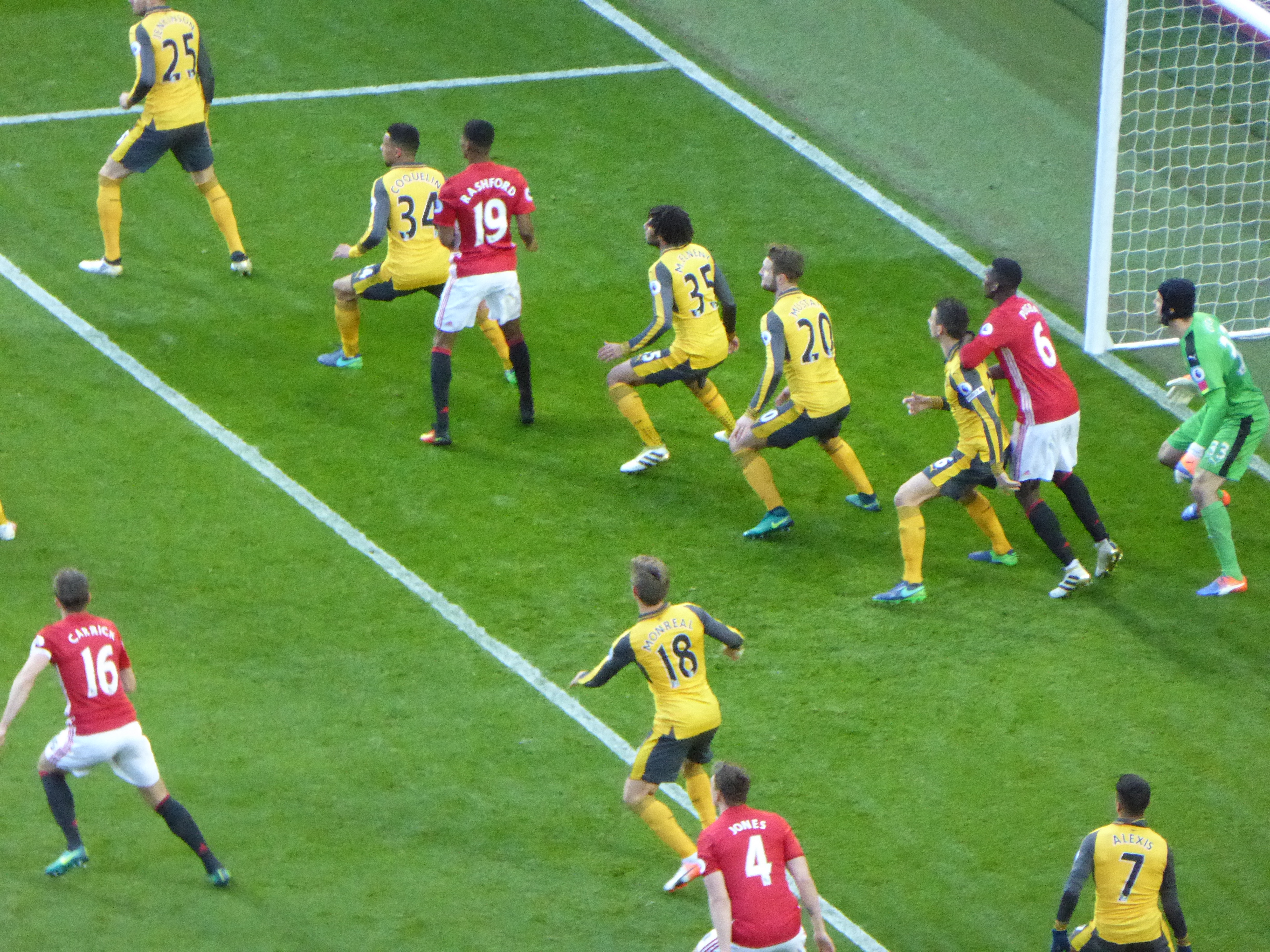
«Юнайтед» в игре против «Арсенала»

В 12-м туре «Юнайтед» принимал «Арсенал» на «Олд Траффорд». На протяжении всего матча хозяева доминировали, но сумели забить только один гол, когда на 68-й минуте Мата открыл счёт. В самой концовке встречи вышедший на замену у «Арсенала» Жиру сравнял счёт в игре, выполнив первый и единственный удар «канониров» в створ ворот де Хеа. Матч завершился вничью 1:1. Это была третья ничья подряд на «Олд Траффорд», впервые с апреля 1992 года.
В матче 13-го тура «красные дьяволы» дома сыграли с «Вест Хэм Юнайтед». Гости открыли счёт уже на второй минуте после того, как Сако точно пробил головой после подачи со штрафного Пайета. На 21-й минуте хозяева отыгрались благодаря голу Ибрагимовича, пас на которого отдал Погба. В дальнейшем, несмотря на доминирование «Манчестер Юнайтед» (владение мячом — 68 % против 32 % у «Вест Хэма», удары по воротам — 17 против 6, удары в створ ворот — 8 против 2), голов в матче забито не было, и он завершился со счётом 1:1. Игроком матча был признан вратарь «Вест Хэма» Даррен Рэндолф, который, по мнению комментаторов, сделал несколько «блестящих сейвов». В первом тайме главный судья Джонатан Мосс показал жёлтую карточку Полю Погба «за симуляцию», что вызвало гнев Жозе Моуринью, который в досаде пнул бутылку с водой. За это Мосс удалил Моуринью на трибуны.
Лучшим игроком ноября болельщики назвали Антонио Валенсию.

#### Декабрь
В первом матче декабря команда сыграла против «Эвертона» на «Гудисон Парк». На 42-й минуте Ибрагимович нанёс удар из-за пределов штрафной после выхода из ворот вратаря «ирисок» Стекеленбурга, мяч, ударившись о перекладину и несколько раз отскочив от газона, пересёк линию ворот, и судья засчитал гол. Во втором тайме «Юнайтед» мог удвоить своё преимущество в счёте, но Эррера пробил в штангу. На 85-й минуте Моуринью выпустил на замену Феллайни. Бельгиец уже через две минуты после выхода на поле нарушил правила в своей штрафной площади. Судья назначил пенальти, который реализовал Бейнс. Игра завершилась со счётом 1:1. Игроком матча был признан полузащитник «Эвертона» Идрисса Гейе.

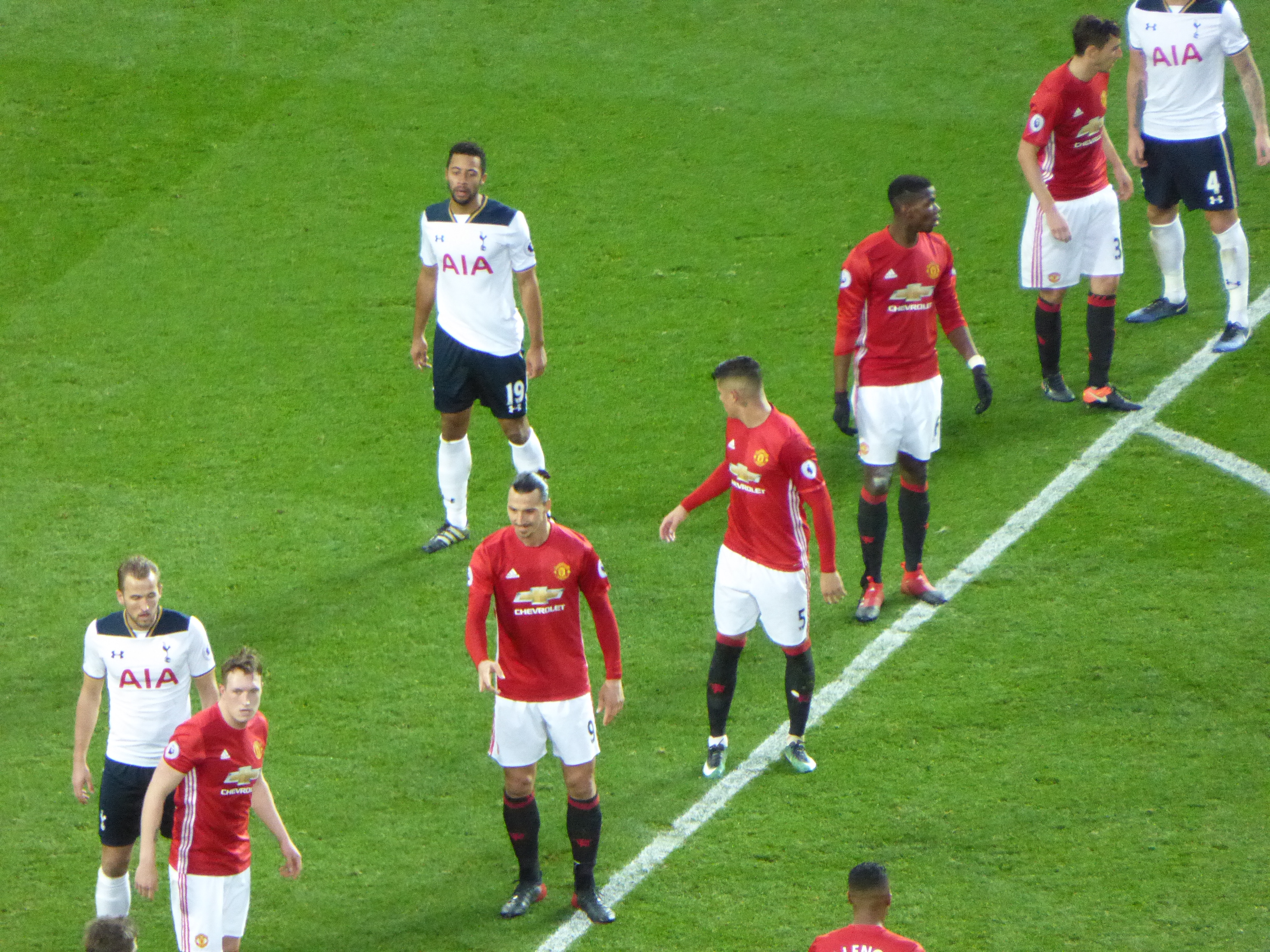
«Юнайтед» в игре против «Тоттенхэма»

В матче 15-го тура Премьер-лиги «Юнайтед» принимал «Тоттенхэм Хотспур». Игра в целом была равной, но победу с минимальным счётом одержали хозяева благодаря голу Мхитаряна, замкнувшего пас Андера Эрреры. Испанский полузащитник был признан игроком матча. За пять минут до конца игры Мхитарян покинул поле на носилках, получив травму лодыжки.
В 16-м туре «Манчестер Юнайтед» на выезде сыграл с «Кристал Пэлас». В конце первого тайма Погба забил первый гол, но на 66-й минуте Макартур сравнял счёт. За две минуты до конца матча Ибрагимович после паса Погба вновь вывел гостей вперёд, принеся «Юнайтед» победу со счётом 2:1. Игроком матча был признан Погба.
В 17-м туре «Юнайтед» сыграл на выезде против клуба «Вест Бромвич Альбион», одержав победу со счётом 2:0. На 5-й минуте Ибрагимович открыл счёт ударом головой после подачи Лингарда, а на 56-й минуте швед удвоил счёт, забив гол после паса Руни. Игроком матча был признан Поль Погба, бывший активным на протяжении всей игры, нанесший больше всех ударов по воротам и сделавший наибольшее количество передач.
В 18-м туре «Юнайтед» принимал на «Олд Траффорд» «Сандерленд» под руководством бывшего главного тренера «красных дьяволов» Дэвида Мойеса. Хозяева одержали убедительную победу со счётом 3:1, голами отметились Блинд, Ибрагимович и Мхитарян. Особенно примечательным был гол Мхитаряна, который забил его ударом в падении через себя (некоторые комментаторы назвали его «ударом скорпиона», а в мае этот мяч был признан «голом сезона»). Игроком матча вновь был признан Погба.
В последней игре 2016 года, которая прошла 31 декабря на стадионе «Олд Траффорд», «Манчестер Юнайтед» встретился с «Мидлсбро». Несмотря на тотальное доминирование и большое количество создаваемых голевых моментов, к 67-й минуте хозяева проигрывали со счётом 0:1. Моуринью выпустил на поле ещё больше игроков атаки, и на 85-й минуте Марсьяль сравнял счёт, а минуту спустя Погба ударом головой принёс победу «Юнайтед». Игра завершилась со счётом 2:1. Игроком матча в четвёртый раз подряд был признан Поль Погба.
Лучшим игроком декабря болельщики «Юнайтед» признали Ибрагимовича.

#### Январь
В первом матче 2017 года «Манчестер Юнайтед» сыграл на выезде против лондонского «Вест Хэм Юнайтед». Уже на 15-й минуте «Вест Хэм» остался в меньшинстве после спорного удаления Фегули судьёй Майком Дином. Во втором тайме Моуринью усилил атаку своей команды, выпустив Мату и Рашфорда. На 63-й минуте Рашфорд совершил проход по левому флангу и сделал точную передачу на Мату, который ударом в касание отправил мяч в сетку ворот «молотобойцев». На 78-й минуте Ибрагимович забил второй гол, установив в матче окончательный счёт 0:2. Игроком матча был признан Рашфорд.

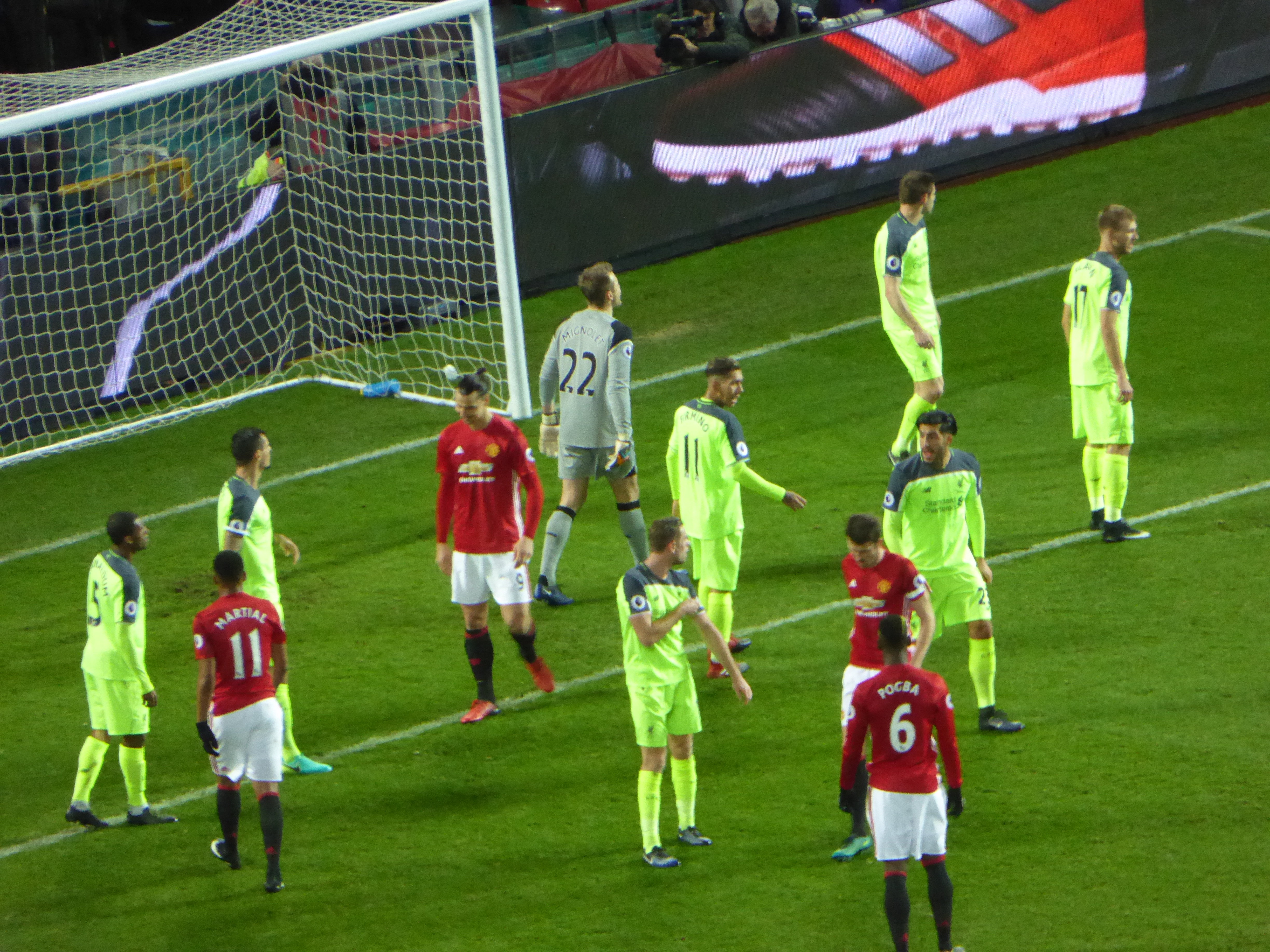
«Юнайтед» в игре против «Ливерпуля»

В матче 21-го тура «Манчестер Юнайтед» на «Олд Траффорд» встретился в северо-западном дерби с «Ливерпулем». На 27-й минуте Погба сыграл рукой в своей штрафной площади, после чего судья назначил одиннадцатиметровый удар, который реализовал Милнер. За остаток первого тайма хозяева имели два хороших шанса сравнять счёт после ударов Ибрагимовича и Мхитаряна, но в обоих случаях «Ливерпуль» спас вратарь Симон Миньоле. Во втором тайме, после выхода на замену Феллайни, «Юнайтед» сумел сравнять счёт на 84-й минуте, когда после удара головой Феллайни мяч попал в перекладину, а Ибрагимович добил отскочивший мяч в сетку ворот головой. Дерби завершилось вничью 1:1, а игроком матча был признан голкипер «Ливерпуля».
В 22-м туре Премьер-лиги «Юнайтед» сыграл в гостевом матче против «Сток Сити». Уже на 19-й минуте хозяева открыли счёт, когда Хуан Мата срезал в собственные ворота фланговый кросс Питерса. В дальнейшем гости создавали моменты, но «гончаров» спасал их вратарь Ли Грант, а также перекладина ворот. Юнайтед нанёс по воротам «Стока» 25 ударов, из них 8 — в створ. Последний удар достиг цели: уже на 94-й минуте матча, в добавленное арбитром время, Руни ударом со штрафного закрутил мяч в ворота «Стока», чем добился итоговой ничьей со счётом 1:1. Этот гол, который комментаторы назвали «великолепным», стал для Уэйна 250-м в составе «Манчестер Юнайтед», переместив его на первое место в списке лучших бомбардиров за всю историю (до этого рекорд 44 года принадлежал Бобби Чарльтону). Игроком матча, как и в предыдущей встрече этих команд в октябре, вновь был признан голкипер хозяев Ли Грант, сделавший несколько «потрясающих» сейвов.
Лучшим игроком января болельщики признали Антонио Валенсию.

#### Февраль

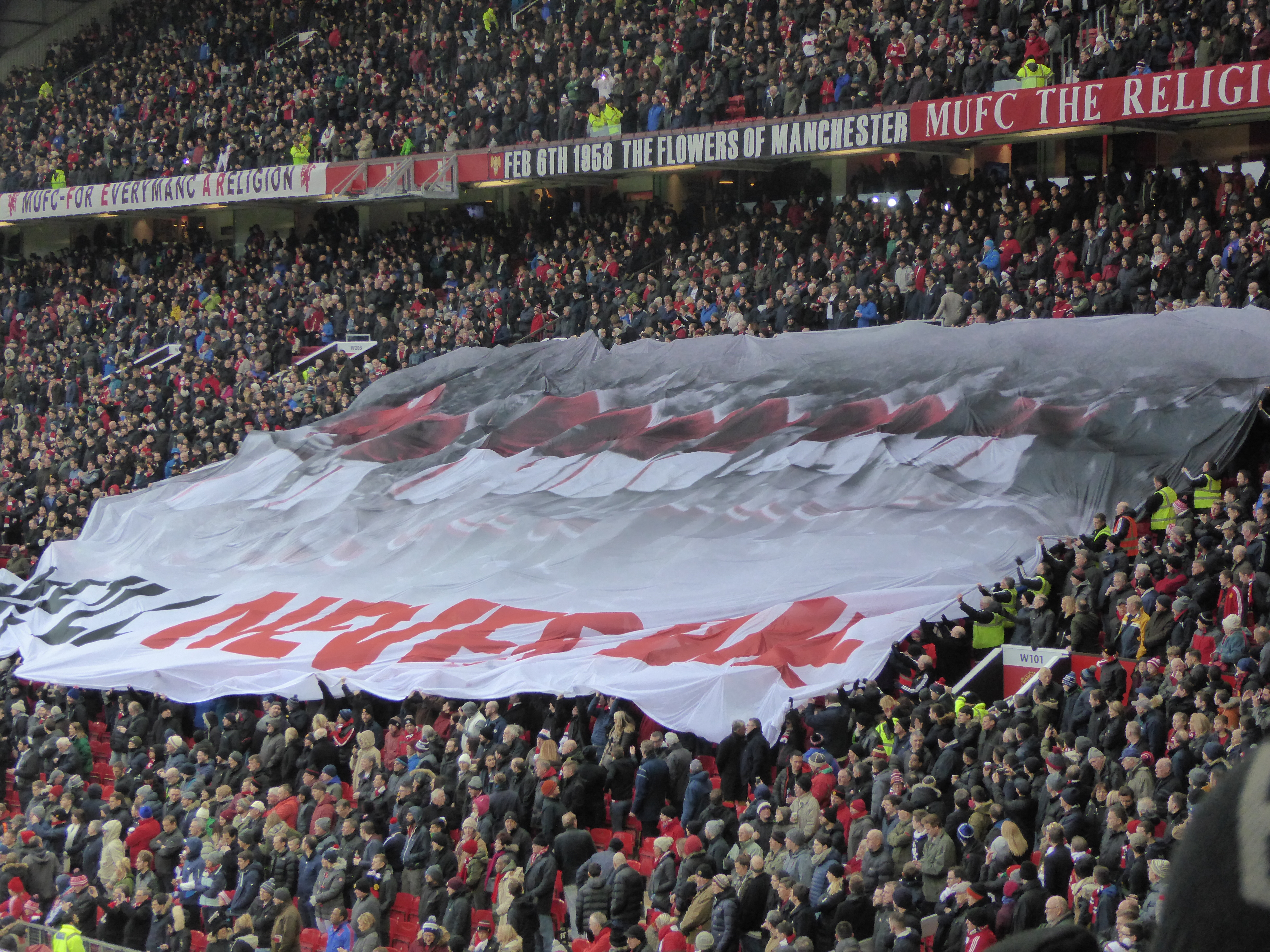
Баннер, посвящённый годовщине мюнхенской трагедии, на матче с «Уотфордом»

В первом матче февраля «Юнайтед» принимал на домашнем стадионе «Халл Сити». Встреча завершилась нулевой ничьей, несмотря на доминирование хозяев поля. Игроком матча был признан вратарь гостей Элдин Якупович.
В 24-м туре «красные дьяволы» сыграли на выезде против действующего чемпиона «Лестер Сити». Счёт в матче открыл Мхитарян на 42-й минуте, а две минуты спустя Ибрагимович удвоил преимущество гостей. Во втором тайме Мата забил третий гол за «Юнайтед», установив окончательный счёт 3:0. Игроком матча был признан Генрих Мхитарян. Эта игра стала у «Манчестер Юнайтед» 15-й подряд без поражений — новый рекорд Премьер-лиги сезона 2016/17. Гол Ибрагимовича стал для шведа 20-м в сезоне.
В 25-м туре «Юнайтед» сыграл против «Уотфорда». Хуан Мата открыл счёт в матче на 32-й минуте, Марьсяль удвоил его на 60-й минуте. Игра завершилась со счётом 2:0. Игроком матча был признан Антони Марсьяль. После этого матча «Манчестер Юнайтед» стал первым клубом в истории Премьер-лиги, набравшим 2000 очков с момента основания турнира в 1992 году.
Лучшим игроком февраля болельщики признали Ибрагимовича.

#### Март
В матче 27-го тура «Юнайтед» принимал «Борнмут». Хозяева создали множество опасных моментов (20 ударов по воротам, из них 7 — в створ, 20 угловых ударов), но смогли забить только один мяч усилиями защитника Маркоса Рохо. Гости реализовали пенальти, назначенный арбитром после фола Фила Джонса в своей штрафной площади. В конце первого тайма один из игроков «Борнмута» был удалён за вторую жёлтую карточку после противоречивого эпизода с участием Ибрагимовича. Игра завершилась со счётом 1:1, а игроком матча был признан вратарь гостей Артур Боруц.

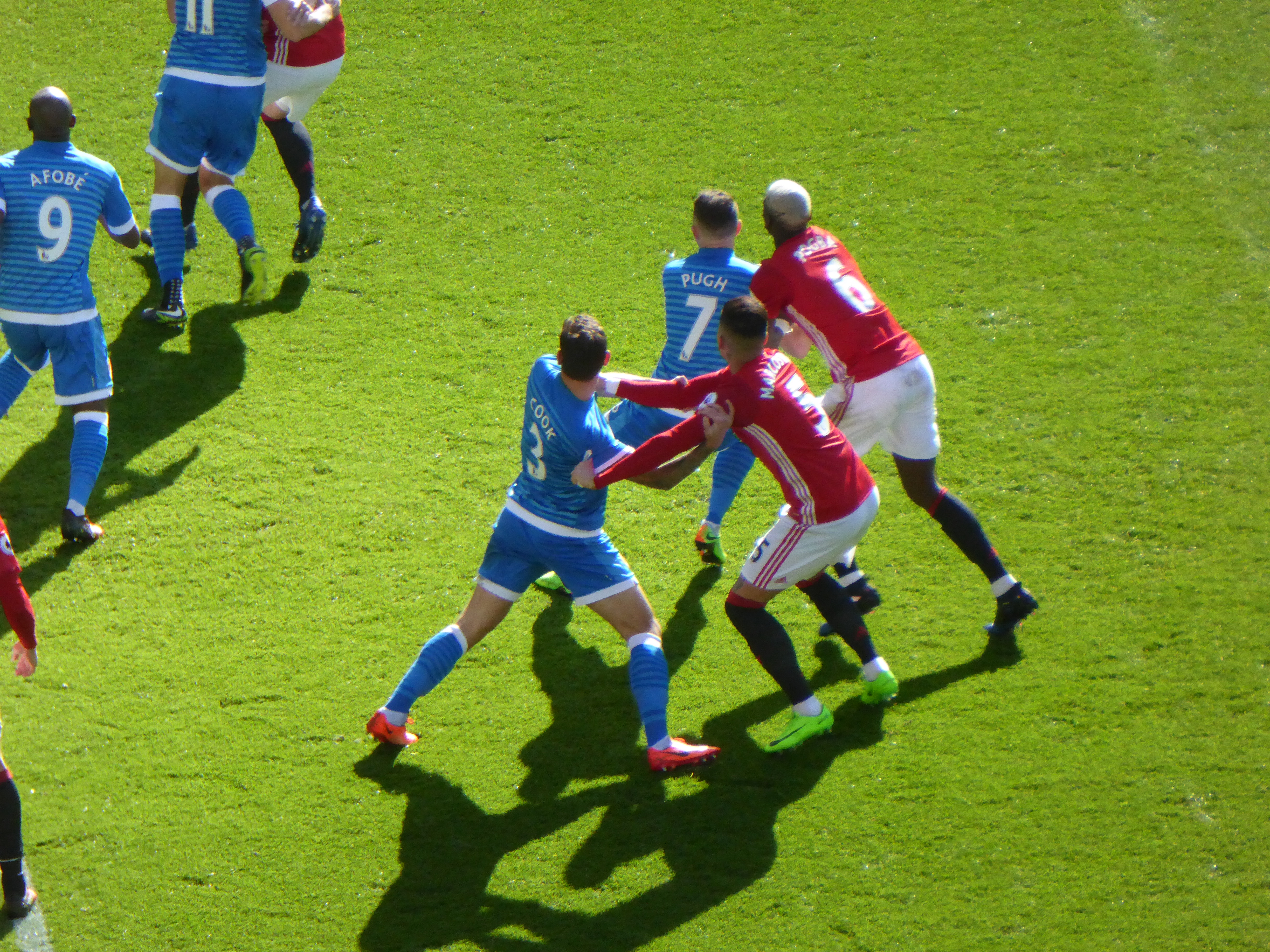
«Юнайтед» в игре против «Борнмута»

В матче 29-го тура команда сыграла против «Мидлсбро» на выезде. Из-за потери ряда ключевых игроков из-за травм и дисквалификаций «Манчестер Юнайтед» провёл игру в оборонительной манере с тремя центральными защитниками. Хозяева владели мячом чаще (64 % против 36 % у «Юнайтед»). Счёт в игре был открыт на 30-й минуте, когда Феллайни отправил мяч в сетку ворот «Мидлсбро» после кросса Эшли Янга. На 62-й минуте Лингард удвоил преимущество «красных дьяволов» в счёте, забив гол дальним ударом. На 77-й минуте после ошибки Смоллинга Жестед смог сократить преимущество гостей в счёте до одного мяча. Уже в добавленное арбитром время вратарь хозяев поля Вальдес поскользнулся при попытке выбить мяч, после чего Валенсия поразил пустые ворота, установив окончательный счёт 1:3 в пользу гостей. Победа «Юнайтед» в этой игре вывела команду на 5-ю строчку в турнирной таблице Премьер-лиги.
Лучшим игроком марта болельщики признали Антонио Валенсию.

#### Апрель
В первом матче апреля команда дома принимала «Вест Бромвич Альбион». Игру из-за дисквалификаций пропускали Ибрагимович и Эррера, из-за травм помочь команде не могли Смоллинг, Джонс, Погба и Мата. Несмотря на доминирование хозяев поля (владение мячом 75 %, 18 ударов по воротам), счёт в игре открыт не был. Игроком матча был признан вратарь гостей Бен Фостер. Ничья стала для «Юнайтед» 11-й в Премьер-лиге этого сезона.
4 апреля «Манчестер Юнайтед» сыграл против «Эвертона». В первом тайме счёт открыли «ириски» благодаря голу Ягелки. Уже в добавленное ко второму тайму время за игру рукой в штрафной был удалён Уильямс, а Ибрагимович реализовал одиннадцатиметровый удар, сравняв счёт. Игра закончилась вничью 1:1, «Юнайтед» заработал одно очко и продлил свою беспроигрышную серию в Премьер-лиге до 20 матчей. Игроком матча был признан Фил Ягелка.
9 апреля «Юнайтед» на выезде сыграл против находящегося на последней строчке турнирной таблицы «Сандерленда». Ибрагимович открыл счёт в матче на 30-й минуте. В конце первого тайма за грубую игру был удалён Ларссон. Сразу после начала второго тайма Мхитарян удвоил преимущество гостей. Вышедший на замену Рашфорд установил окончательный счёт 3:0 на 89-й минуте. Игроком матча был признан Люк Шоу.
16 апреля команда приняла на «Олд Траффорд» лидера чемпионата — лондонский «Челси». Моуринью выбрал нестандартную схему на матч, поставив в атаку двух быстрых молодых игроков, Лингарда и Рашфорда, а Ибрагимовича оставил на скамейке запасных. Расчёт португальского специалиста оправдался: на 7-й минуте Рашфорд открыл счёт после проникающего паса Эрреры, а на 49-й минуте уже сам Эррера забил гол, влетевший в ворота «синих» после рикошета. «Юнайтед» одержал победу со счётом 2:0. При этом «Челси» впервые с сентября 2007 года не нанёс в игре Премьер-лиги ни одного удара в створ ворот соперника. Игроком матча был признан Андер Эррера, который отметился не только голом и голевой передачей, но и «прекрасными действиями» по персональной опеке Эдена Азара, что отметили многие комментаторы.
23 апреля «Юнайтед» сыграл на выезде против «Бернли». Оба гола, обеспечившие «красным дьяволам» победу со счётом 2:0, были забиты уже в первом тайме: сначала после быстрой контратаки на 21-й минуте Марсьяль забил первый мяч после паса Эрреры, а на 39-й минуте Руни забил после передачи Марсьяля. Для Руни это был первый гол с января, а гол Марсьяля стал для француза 25-м в футболке «Манчестер Юнайтед», что согласно условиям трансфера означало, что английский клуб должен дополнительно выплатить Монако 8,5 млн фунтов.
Марсьяль также был признан игроком матча.
27 апреля состоялось перенесённое с 26 тура манчестерское дерби. Голов в игре забито не было, но на 84-й минуте за удар головой Серхио Агуэро был удалён Феллайни. Владение мячом у «Юнайтед» в этом матче составило только 30,8 %, что стало самым низким показателем с момента начала ведения такой статистики в сезоне 2003/04, но при этим команда организованно играла в обороне, не позволив «Сити» создать много голевых моментов у своих ворот.
В последнем матче апреля «Юнайтед» дома принял «Суонси Сити». Уже на 9-й минуте поле покинул Шоу, пополнив список травмированных защитников, в котором уже находились Смоллинг, Джонс и Рохо. В конце первого тайма Рашфорд упал в штрафной (по мнению ряда комментаторов, это была симуляция), и арбитр Нил Суорбрик назначил одиннадциметровый удар, который реализовал Руни (после этого Уэйн стал первым игроком в истории клуба, забившим 20 голов с пенальти в Премьер-лиге). На 79-й минуте Руни сфолил неподалёку от своей штрафной площади, после чего судья назначил штрафной удар, с которого прямым ударом забил Гилфи Сигурдссон. Матч завершился вничью 1:1, а «Манчестер Юнайтед» установил клубный рекорд самой долгой серии без поражений в рамках одного сезона в высшем дивизионе (25 матчей).
Лучшим игроком апреля болельщики признали Андера Эрреру.

#### Май
В матче 36-го тура команда сыграла на выезде с «Арсеналом». В первом тайме значимых событий не произошло, а во втором на 54-й минуте хозяева открыли счёт, когда Джака нанёс удар с дальней дистанции и после рикошета мяч залетел в ворота де Хеа. Через три минуты Уэлбек удвоил преимущество «канониров», забив ударом головой и установив окончательный счёт в матче: 2:0 в пользу «Арсенала». Так прервалась 25-матчевая беспроигрышная серия «Манчестер Юнайтед» в чемпионате. Моуринью заявил, что сделал восемь замен в стартовом составе перед этой игрой, так как «Лига Европы важнее, чем финишировать на четвёртом месте». В этом матче в Премьер-лиге дебютировали два игрока «Юнайтед»: 19-летний защитник Аксель Туанзебе, вышедший в стартовом составе на позиции правого защитника, и 20-летний полузащитник Скотт Мактоминей, который заменил Мату на 84-й минуте. Игроком матча был признан полузащитник «Арсенала» Аарон Рэмзи.
14 мая «Юнайтед» сыграл против «Тоттенхэма» на выезде. Это был последний матч на стадионе «Уайт Харт Лейн», на котором «шпоры» выступали на протяжении 118 лет. Ваньяма открыл счёт уже на 6-й минуте, а на 48-й минуте Кейн удвоил преимущество хозяев. На 71-й минуте Руни отыграл один мяч, но этого было недостаточно, чтобы избежать поражения в матче, который завершился победой хозяев со счётом 2:1. Игроком матча был признан Гарри Кейн. Моуринью заявил после игры, что команда не имеет особых целей в оставшихся матчах Премьер-лиги и сосредоточится на финале Лиги Европы.
17 мая прошёл перенесённый матч 28-го тура Премьер-лиги против «Саутгемптона». Он завершился нулевой ничьей. По ходу игры Серхио Ромеро, защищавший ворота «Манчестер Юнайтед», сделал несколько «отличных сейвов», включая сейв после удара Габбьядини с одиннадцатиметровой отметки. Аргентинский вратарь «Юнайтед» также был признан лучшим игроком матча.
В финальном туре Премьер-лиги «Юнайтед» принимал «Кристал Пэлас» на «Олд Траффорд». Из-за того, что исход матча не мог повлиять на турнирный расклад, а также из-за близости финала Лиги Европы, Моуринью выставил на матч самый молодой состав «Манчестер Юнайтед» за всю историю Премьер-лиги: средний возраст вышедших на поле игроков составил 22 года и 284 дня. Счёт в игре на 15-й минуте открыл дебютант, 21-летний полузащитник Джош Харроп. Четыре минуты спустя Погба удвоил преимущество «красных дьяволов». В концовке матча на замену Уэйну Руни вышел Эйнджел Гомес, ставший первым в истории Премьер-лиги игроком, родившимся в 2000-е годы. Игра закончилась победой «Манчестер Юнайтед» со счётом 2:0, лучшим игроком матча был признан Харроп, который также стал 100-м игроком «Манчестер Юнайтед», забившим гол в Премьер-лиге. «Манчестер Юнайтед» завершил чемпионат на 6-м месте, став единственным клубом в истории Премьер-лиги, занимавшим с первого по седьмое места включительно. При Алексе Фергюсоне команда никогда не занимала место ниже третьего, но после его ухода занимала 7-е, 4-е, 5-е и 6-е места.
Лучшим игроком мая болельщики признали Поля Погба.

### Матчи
Победа
 Ничья
 Поражение
Время начала матчей указано британское летнее (BST)
| 14 августа 2016 1 тур | Борнмут  | 1:3     | Манчестер Юнайтед                                  | Борнмут                                                          |
| 13:30 | Смит 69′ | (отчёт) | Мата 40′ · Руни 59′ · Ибрагимович 64′ · Эррера 86' | Стадион: Виталити Стэдиум Зрителей: 11 355 Судья: Андре Марринер |
| Манчестер Юнайтед: де Хеа, Валенсия, Байи, Блинд, Шоу, Феллайни, Эррера, Мата (Мхитарян, 75'), Марсьяль (Шнедерлен, 85'), Руни (Депай, 89'), Ибрагимович |          |         |                                                    |                                                                  |

| 19 августа 2016 2 тур | Манчестер Юнайтед   | 2:0     | Саутгемптон | Манчестер                                                   |
| 20:00 | Ибрагимович 36′ 52′ | (отчёт) |             | Стадион: Олд Траффорд Зрителей: 75 326 Судья: Энтони Тейлор |
| Манчестер Юнайтед: де Хеа, Валенсия, Байи, Блинд, Шоу, Феллайни, Погба, Мата (Мхитарян, 76'), Марсьяль (Эррера, 82'), Руни (Смоллинг, 89'), Ибрагимович |                     |         |             |                                                             |

| 27 августа 2016 3 тур | Халл Сити                   | 0:1     | Манчестер Юнайтед                             | Кингстон-апон-Халл                                    |
| 17:30 | Хаддлстоун 71' · Мейлер 77' | (отчёт) | Феллайни 23' · Руни 76' · Рашфорд 90+2′ 90+3' | Стадион: Кей Си Зрителей: 24 560 Судья: Джонатан Мосс |
| Манчестер Юнайтед: де Хеа, Валенсия, Байи, Блинд, Шоу, Феллайни, Погба, Мата (Рашфорд, 71'), Марсьяль (Мхитарян, 60'), Руни (Смоллинг, 90+4'), Ибрагимович |                             |         |                                               |                                                       |

| 10 сентября 2016 4 тур | Манчестер Юнайтед                                          | 1:2     | Манчестер Сити                                                | Манчестер                                                      |
| 12:30 | Ибрагимович 42′ 51' · Байи 45+1' · Феллайни 52' · Руни 83' | (отчёт) | Де Брёйне 15′ · Ихеаначо 36′ · Сильва 41' · Фернандиньо 90+5' | Стадион: Олд Траффорд Зрителей: 75 272 Судья: Марк Клаттенбург |
| Манчестер Юнайтед: де Хеа, Валенсия, Байи, Блинд, Шоу (Марсьяль, 81'), Феллайни, Погба, Мхитарян (Эррера, 45'), Лингард (Рашфорд, 45'), Руни, Ибрагимович |                                                            |         |                                                               |                                                                |

| 18 сентября 2016 5 тур | Уотфорд                                                                   | 3:1     | Манчестер Юнайтед                                               | Уотфорд                                                     |
| 12:00 | Капу 34′ · Бритос 77' · Холебас 77' · Суньига 83′ · Дини 86' 90+5′ (пен.) | (отчёт) | Рашфорд 62′ · Погба 75' · Феллайни 88' · Депай 89' · Руни 90+2' | Стадион: Викаридж Роуд Зрителей: 21 118 Судья: Майкл Оливер |
| Манчестер Юнайтед: де Хеа, Валенсия (Мата, 62'), Байи, Смоллинг, Шоу (Депай, 85'), Феллайни, Погба, Марсьяль (Янг, 38'), Руни, Рашфорд, Ибрагимович |                                                                           |         |                                                                 |                                                             |

| 24 сентября 2016 6 тур | Манчестер Юнайтед                                 | 4:1     | Лестер Сити                      | Манчестер                                              |
| 12:30 | Смоллинг 22′ · Мата 37′ · Рашфорд 40′ · Погба 42′ | (отчёт) | Хут 50' · Грей 59′ · Симпсон 74' | Стадион: Олд Траффорд Зрителей: 75 256 Судья: Майк Дин |
| Манчестер Юнайтед: де Хеа, Валенсия, Байи, Смоллинг, Блинд, Эррера, Погба, Лингард (Каррик, 78'), Мата (Янг, 87'), Рашфорд (Руни, 83'), Ибрагимович |                                                   |         |                                  |                                                        |

| 2 октября 2016 7 тур | Манчестер Юнайтед                                          | 1:1     | Сток Сити | Манчестер                                                  |
| 12:00 | Валенсия 13' · Эррера 55' · Ибрагимович 56' · Марсьяль 69′ | (отчёт) | Аллен 82′ | Стадион: Олд Траффорд Зрителей: 75 251 Судья: Роберт Мэдли |
| Манчестер Юнайтед: де Хеа, Валенсия, Байи, Смоллинг, Блинд, Эррера (Депай, 84'), Погба, Лингард (Марсьяль, 67'), Мата (Руни, 67'), Рашфорд, Ибрагимович |                                                            |         |           |                                                            |

| 17 октября 2016 8 тур | Ливерпуль | 0:0     | Манчестер Юнайтед                                       | Ливерпуль                                             |
| 20:00 |           | (отчёт) | Байи 44' · Янг 45+1' · Ибрагимович 90' · Феллайни 90+1' | Стадион: Энфилд Зрителей: 52 769 Судья: Энтони Тейлор |
| Манчестер Юнайтед: де Хеа, Валенсия, Байи, Смоллинг, Блинд, Эррера, Феллайни, Рашфорд (Руни, 77'), Погба, Янг (Шоу, 90+2'), Ибрагимович |           |         |                                                         |                                                       |

| 23 октября 2016 9 тур | Челси                                                                         | 4:0     | Манчестер Юнайтед    | Лондон                                                          |
| 16:00 | Педро 1′ 1' · Кэхилл 21′ · Давид Луис 41' · Азар 62′ · Алонсо 66' · Канте 70′ | (отчёт) | Байи 29' · Погба 75' | Стадион: Стэмфорд Бридж Зрителей: 41 424 Судья: Мартин Аткинсон |
| Манчестер Юнайтед: де Хеа, Валенсия, Байи (Рохо, 52'), Смоллинг, Блинд, Феллайни (Мата, 45'), Эррера, Погба, Рашфорд, Лингард (Марсьяль, 65'), Ибрагимович |                                                                               |         |                      |                                                                 |

| 29 октября 2016 10 тур | Манчестер Юнайтед          | 0:0     | Бернли                                   | Манчестер                                                      |
| 15:00 | Эррера 33' 68' · Погба 84' | (отчёт) | Флэнаган 67' · Марни 90+2' · Хитон 90+3' | Стадион: Олд Траффорд Зрителей: 75 325 Судья: Марк Клаттенбург |
| Манчестер Юнайтед: де Хеа, Дармиан, Блинд, Рохо, Шоу, Эррера, Погба, Лингард (Руни, 73'), Мата (Феллайни, 73'), Рашфорд (Депай, 82'), Ибрагимович |                            |         |                                          |                                                                |

| 6 ноября 2016 11 тур | Суонси Сити      | 1:3     | Манчестер Юнайтед                              | Суонси                                                |
| 15:00 | ван дер Хорн 69′ | (отчёт) | Погба 15′ · Ибрагимович 21′ 33′ 76' · Мата 80' | Стадион: Либерти Зрителей: 20 938 Судья: Нил Суорбрик |
| Манчестер Юнайтед: де Хеа, Янг, Джонс, Рохо, Дармиан, Каррик, Феллайни, Мата (Лингард, 81'), Погба, Руни (Шнедерлен, 89'), Ибрагимович |                  |         |                                                |                                                       |

| 19 ноября 2016 12 тур | Манчестер Юнайтед                       | 1:1     | Арсенал                                             | Манчестер                                                    |
| 12:30 | Дармиан 25' · Мата 68′ 69' · Руни 90+4' | (отчёт) | Санчес 16' · Рэмзи 86′ 76' · Жиру 89′ · Джака 90+2' | Стадион: Олд Траффорд Зрителей: 75 264 Судья: Андре Марринер |
| Манчестер Юнайтед: де Хеа, Валенсия, Джонс, Рохо, Дармиан (Блинд, 64'), Каррик, Эррера, Погба, Мата (Шнедерлен, 85'), Марсьяль (Руни, 63'), Рашфорд |                                         |         |                                                     |                                                              |

| 27 ноября 2016 13 тур | Манчестер Юнайтед                                           | 1:1     | Вест Хэм Юнайтед        | Манчестер                                                   |
| 16:30 | Ибрагимович 21′ · Погба 27' · Феллайни 88' · Валенсия 90+1' | (отчёт) | Сако 2′ · Крессуэлл 90' | Стадион: Олд Траффорд Зрителей: 75 313 Судья: Джонатан Мосс |
| Манчестер Юнайтед: де Хеа, Валенсия, Джонс, Рохо, Дармиан, Эррера, Погба, Лингард (Феллайни, 85'), Мата (Мхитарян, 65'), Рашфорд (Руни, 65'), Ибрагимович |                                                             |         |                         |                                                             |

| 4 декабря 2016 14 тур | Эвертон                                   | 1:1     | Манчестер Юнайтед                                      | Ливерпуль                                                  |
| 16:00 | Барри 31' · Бейнс 89′ (пен.) · Лукаку 90' | (отчёт) | Рохо 16' · Ибрагимович 42′ · Феллайни 88' · де Хеа 88' | Стадион: Гудисон Парк Зрителей: 39 550 Судья: Майкл Оливер |
| Манчестер Юнайтед: де Хеа, Валенсия, Джонс, Рохо, Дармиан, Каррик, Эррера, Погба, Мхитарян (Феллайни, 85'), Марсьяль (Рашфорд, 83'), Ибрагимович |                                           |         |                                                        |                                                            |

| 11 декабря 2016 15 тур | Манчестер Юнайтед                           | 1:0     | Тоттенхэм Хотспур                  | Манчестер                                                  |
| 14:15 | Мхитарян 29′ 76' · Валенсия 32' · Погба 64' | (отчёт) | Ваньяма 58' · Уокер 78' · Роуз 82' | Стадион: Олд Траффорд Зрителей: 75 271 Судья: Роберт Мэдли |
| Манчестер Юнайтед: де Хеа, Валенсия, Джонс, Рохо, Дармиан, Каррик, Эррера (Феллайни, 90+7'), Погба, Мхитарян (Байи, 85'), Марсьяль (Рашфорд, 72'), Ибрагимович |                                             |         |                                    |                                                            |

| 14 декабря 2016 16 тур | Кристал Пэлас                            | 1:2     | Манчестер Юнайтед                                          | Лондон                                                      |
| 20:00 | Келли 45+1' · Макартур 66′ · Делейни 72' | (отчёт) | Рохо 38' · Погба 45+2′ 70' · Рашфорд 84' · Ибрагимович 88′ | Стадион: Селхерст Парк Зрителей: 25 547 Судья: Крейг Поусон |
| Манчестер Юнайтед: де Хеа, Байи (Дармиан, 52'), Джонс, Рохо, Блинд, Эррера, Каррик, Погба, Мата (Лингард, 70'), Руни (Рашфорд, 80'), Ибрагимович |                                          |         |                                                            |                                                             |

| 17 декабря 2016 17 тур | Вест Бромвич Альбион                | 0:2     | Манчестер Юнайтед                               | Уэст-Бромидж                          |
| 17:30 | Доусон 49' · Рондон 65' · Брант 87' | (отчёт) | Ибрагимович 5′ 24' 56′ · Лингард 57' · Рохо 65' | Стадион: Хоторнс Судья: Энтони Тейлор |
| Манчестер Юнайтед: де Хеа, Валенсия, Джонс, Рохо, Дармиан, Каррик, Эррера (Смоллинг, 90+2'), Погба, Лингард (Рашфорд, 77'), Руни (Феллайни, 84'), Ибрагимович |                                     |         |                                                 |                                       |

| 26 декабря 2016 18 тур | Манчестер Юнайтед                              | 3:1     | Сандерленд                    | Манчестер                                                     |
| 15:00 | Блинд 19' 39′ · Ибрагимович 82′ · Мхитарян 86′ | (отчёт) | Борини 61' 90+1′ · Коне 90+3' | Стадион: Олд Траффорд Зрителей: 75 325 Судья: Мартин Аткинсон |
| Манчестер Юнайтед: де Хеа, Валенсия, Джонс, Рохо, Блинд, Каррик, Эррера (Феллайни, 84'), Погба, Мата (Марсьяль, 74'), Лингард (Мхитарян, 62'), Ибрагимович |                                                |         |                               |                                                               |

| 31 декабря 2016 19 тур | Манчестер Юнайтед                    | 2:1     | Мидлсбро                       | Манчестер                                               |
| 15:00 | Блинд 57' · Марсьяль 85′ · Погба 86′ | (отчёт) | Лидбиттер 67′ · Чеймберс 90+2' | Стадион: Олд Траффорд Зрителей: 75 314 Судья: Ли Мейсон |
| Манчестер Юнайтед: де Хеа, Валенсия, Байи, Смоллинг (Рашфорд, 72'), Блинд (Рохо, 64'), Феллайни (Мата, 64'), Эррера, Погба, Мхитарян, Марсьяль, Ибрагимович |                                      |         |                                |                                                         |

| 2 января 2017 20 тур | Вест Хэм Юнайтед                        | 0:2     | Манчестер Юнайтед                                       | Лондон                                                        |
| 17:15 | Фегули 15' · Пайет 29' · Нортвейт 90+1' | (отчёт) | Дармиан 42' · Мата 63′ · Валенсия 75' · Ибрагимович 78′ | Стадион: Олимпийский стадион Зрителей: 56 996 Судья: Майк Дин |
| Манчестер Юнайтед: де Хеа, Валенсия, Джонс, Рохо, Дармиан (Мата, 45'), Каррик, Эррера, Погба, Лингард (Рашфорд, 58'), Мхитарян (Смоллинг, 65'), Ибрагимович |                                         |         |                                                         |                                                               |

| 15 января 2017 21 тур | Манчестер Юнайтед              | 1:1     | Ливерпуль                                                      | Манчестер                                                  |
| 16:00 | Ибрагимович 84′ · Эррера 90+1' | (отчёт) | Милнер 27′ (пен.) · Ловрен 31' · Вейналдум 61' · Фирмино 90+1' | Стадион: Олд Траффорд Зрителей: 75 276 Судья: Майкл Оливер |
| Манчестер Юнайтед: де Хеа, Валенсия, Джонс, Рохо, Дармиан (Феллайни, 76'), Каррик (Руни, 45'), Эррера, Погба, Мхитарян, Марсьяль (Мата, 65'), Ибрагимович |                                |         |                                                                |                                                            |

| 21 января 2017 22 тур | Сток Сити                                                              | 1:1     | Манчестер Юнайтед | Сток-он-Трент                                            |
| 15:00 | Арнаутович 7' · Мата 19′ (авт.) · Грант 59' · Питерс 62' · Аллен 90+3' | (отчёт) | Руни 90+4′        | Стадион: Бет365 Зрителей: 27 423 Судья: Марк Клаттенбург |
| Манчестер Юнайтед: де Хеа, Валенсия, Смоллинг, Джонс, Блинд, Феллайни (Рашфорд, 56'), Эррера, Погба, Мата (Руни, 67'), Мхитарян (Лингард, 73'), Ибрагимович |                                                                        |         |                   |                                                          |

| 1 февраля 2017 23 тур | Манчестер Юнайтед | 0:0     | Халл Сити                                          | Манчестер                                                |
| 20:00 | Руни 84'          | (отчёт) | Ньясс 13' · Клукас 79' · Маркович 81' · Мейлер 89' | Стадион: Олд Траффорд Зрителей: 75 297 Судья: Майк Джонс |
| Манчестер Юнайтед: де Хеа, Валенсия, Джонс (Смоллинг, 55'), Рохо, Блинд, Каррик (Руни, 45'), Эррера, Погба, Мхитарян (Мата, 62'), Рашфорд, Ибрагимович |                   |         |                                                    |                                                          |

| 5 февраля 2017 24 тур | Лестер Сити              | 0:3     | Манчестер Юнайтед                                                                   | Лестер                                                    |
| 16:00 | Дринкуотер 5' · Фукс 40' | (отчёт) | Мата 28' 49′ · Мхитарян 42′ · Ибрагимович 44′ · Эррера 55' · Погба 56' · де Хеа 88' | Стадион: Кинг Пауэр Зрителей: 32 072 Судья: Энтони Тейлор |
| Манчестер Юнайтед: де Хеа, Валенсия, Байи, Смоллинг, Рохо (Блинд, 45'), Эррера, Мата (Феллайни, 77'), Погба, Мхитарян, Рашфорд (Янг, 83'), Ибрагимович |                          |         |                                                                                     |                                                           |

| 11 февраля 2017 25 тур | Манчестер Юнайтед                        | 2:0     | Уотфорд | Манчестер                                                  |
| 15:00 | Мата 32′ · Марсьяль 60′ · Валенсия 90+2' | (отчёт) |         | Стадион: Олд Траффорд Зрителей: 75 301 Судья: Роберт Мэдли |
| Манчестер Юнайтед: де Хеа, Валенсия, Байи, Смоллинг, Блинд, Эррера, Погба, Мата (Феллайни, 72'), Мхитарян (Лингард, 89'), Марсьяль (Рашфорд, 81'), Ибрагимович |                                          |         |         |                                                            |

| 4 марта 2017 27 тур | Манчестер Юнайтед                                     | 1:1     | Борнмут                                                    | Манчестер                                                 |
| 12:30 | Рохо 23′ · Ибрагимович 39' · Каррик 58' · Рашфорд 80' | (отчёт) | Артер 13' · Серман 33' 45' · Кинг 40′ (пен.) · Гослинг 71' | Стадион: Олд Траффорд Зрителей: 75 245 Судья: Кевин Френд |
| Манчестер Юнайтед: де Хеа, Валенсия, Джонс, Рохо, Шоу (Рашфорд, 70'), Каррик (Феллайни, 70'), Погба, Мата, Руни (Лингард, 70'), Марсьяль, Ибрагимович |                                                       |         |                                                            |                                                           |

| 19 марта 2017 29 тур | Мидлсбро                 | 1:3     | Манчестер Юнайтед                                       | Мидлсбро                                                 |
| 12:00 | Клейтон 33' · Жестед 77′ | (отчёт) | Джонс 25' · Феллайни 30′ · Лингард 62′ · Валенсия 90+3′ | Стадион: Риверсайд Зрителей: 32 689 Судья: Джонатан Мосс |
| Манчестер Юнайтед: де Хеа, Байи, Смоллинг, Джонс, Валенсия, Янг, Каррик, Феллайни, Мата (Рохо, 69'), Лингард (Марсьяль, 80'), Рашфорд (Дармиан, 90+4') |                          |         |                                                         |                                                          |

| 1 апреля 2017 30 тур | Манчестер Юнайтед                      | 0:0     | Вест Бромвич Альбион                 | Манчестер                                              |
| 15:00 | Рохо 43' · Феллайни 90+5' · Руни 90+5' | (отчёт) | Ньом 47' · Ливермор 87' · Якоб 90+5' | Стадион: Олд Траффорд Зрителей: 75 397 Судья: Майк Дин |
| Манчестер Юнайтед: де Хеа, Валенсия, Байи, Рохо, Янг, Каррик, Феллайни, Лингард, Мхитарян (Руни, 74'), Марсьяль, Рашфорд |                                        |         |                                      |                                                        |

| 4 апреля 2017 31 тур | Манчестер Юнайтед                  | 1:1     | Эвертон                                                                      | Манчестер                                                  |
| 20:00 | Янг 57' · Ибрагимович 90+4′ (пен.) | (отчёт) | Ягелка 22′ · Гейе 45' · Барри 54' · Дэвис 88' · Роблес 90+2' · Уильямс 90+3' | Стадион: Олд Траффорд Зрителей: 75 272 Судья: Нил Суорбрик |
| Манчестер Юнайтед: де Хеа, Янг (Шоу, 65'), Байи, Рохо, Блинд (Погба, 45'), Эррера, Каррик (Мхитарян, 65'), Феллайни, Лингард, Рашфорд, Ибрагимович |                                    |         |                                                                              |                                                            |

| 9 апреля 2017 32 тур | Сандерленд              | 0:3     | Манчестер Юнайтед                                                                                                  | Сандерленд                                                    |
| 13:30 | Ларссон 43' · Ндонг 85' | (отчёт) | Шоу 15' · Ибрагимович 30′ · Мхитарян 46′ · Лингард 64' · Феллайни 79' · Марсьяль 82' · Рашфорд 89′ · Дармиан 90+2' | Стадион: Стэдиум оф Лайт Зрителей: 43 779 Судья: Крейг Поусон |
| Манчестер Юнайтед: Ромеро, Дармиан, Байи, Рохо, Шоу (Блинд, 61'), Феллайни, Эррера, Погба, Мхитарян (Марсьяль, 78'), Лингард (Рашфорд, 64'), Ибрагимович |                         |         | |                                                               |

| 16 апреля 2017 33 тур | Манчестер Юнайтед                                          | 2:0     | Челси                                 | Манчестер                                                  |
| 16:00 | Рашфорд 7′ · Эррера 49′ 73' · Рохо 75' · Ибрагимович 90+1' | (отчёт) | Коста 33' · Кэхилл 48' · Фабрегас 90' | Стадион: Олд Траффорд Зрителей: 75 272 Судья: Роберт Мэдли |
| Манчестер Юнайтед: де Хеа, Валенсия, Байи, Рохо, Дармиан, Эррера, Феллайни, Погба, Янг (Фосу-Менса, 90+3'), Лингард (Каррик, 60'), Рашфорд (Ибрагимович, 83') |                                                            |         |                                       |                                                            |

| 23 апреля 2017 34 тур | Бернли                   | 0:2     | Манчестер Юнайтед           | Бернли                                                  |
| 14:15 | Лоутон 65' · Хендрик 88' | (отчёт) | Марсьяль 21′ · Руни 39′ 78' | Стадион: Терф Мур Зрителей: 21 870 Судья: Энтони Тейлор |
| Манчестер Юнайтед: де Хеа, Дармиан, Байи, Блинд, Янг, Эррера, Феллайни, Погба (Каррик, 90'), Лингард (Рашфорд, 70'), Марсьяль (Мхитарян, 80'), Руни |                          |         |                             |                                                         |

| 27 апреля 2017 26 тур (перенесённый матч) | Манчестер Сити | 0:0     | Манчестер Юнайтед | Манчестер                                               |
| 20:00 | Жезус 89'      | (отчёт) | Феллайни 83' 84'  | Стадион: Этихад Зрителей: 54 176 Судья: Мартин Аткинсон |
| Манчестер Юнайтед: де Хеа, Валенсия, Байи, Блинд, Дармиан, Эррера, Каррик, Феллайни, Мхитарян (Фосу-Менса, 86'), Марсьяль (Лингард, 90'), Рашфорд (Янг, 90+3') |                |         |                   |                                                         |

| 30 апреля 2017 35 тур | Манчестер Юнайтед                              | 1:1     | Суонси Сити                                  | Манчестер                                                  |
| 12:00 | Марсьяль 18' · Лингард 44' · Руни 45+3′ (пен.) | (отчёт) | Бриттон 15' · Сигурдссон 79′ · Фернандес 89' | Стадион: Олд Траффорд Зрителей: 75 271 Судья: Нил Суорбрик |
| Манчестер Юнайтед: де Хеа, Янг, Байи (Дармиан, 61'), Блинд, Шоу (Валенсия, 9'), Эррера, Каррик, Лингард, Руни (Мхитарян, 80'), Марсьяль, Рашфорд |                                                |         |                                              |                                                            |

| 7 мая 2017 36 тур | Арсенал                               | 2:0     | Манчестер Юнайтед | Лондон                                                   |
| 16:00 | Джака 54′ · Уэлбек 57′ · Косельни 67' | (отчёт) |                   | Стадион: Эмирейтс Зрителей: 60 055 Судья: Андре Марринер |
| Манчестер Юнайтед: де Хеа, Туанзебе, Смоллинг, Джонс, Дармиан, Эррера (Рашфорд, 63'), Каррик, Руни, Мата (Мактоминей, 84'), Мхитарян (Линград, 61'), Марсьяль |                                       |         |                   |                                                          |

| 14 мая 2017 37 тур | Тоттенхэм Хотспур         | 2:1     | Манчестер Юнайтед         | Лондон                                                        |
| 16:30 | Ваньяма 6′ 74' · Кейн 48′ | (отчёт) | Руни 36' 71′ · Байи 90+1' | Стадион: Уайт Харт Лейн Зрителей: 31 848 Судья: Джонатан Мосс |
| Манчестер Юнайтед: де Хеа, Байи, Смоллинг, Джонс, Блинд, Туанзебе (Эррера, 61'), Каррик, Лингард (Мхитарян, 61'), Мата (Рашфорд, 79'), Руни, Марсьяль |                           |         |                           |                                                               |

| 17 мая 2017 28 тур (перенесённый матч) | Саутгемптон                                   | 0:0     | Манчестер Юнайтед | Саутгемптон                                          |
| 19:45 | Габбьядини 6' (пен.) · Ромеу 10' · Седрик 37' | (отчёт) | Джонс 51'         | Стадион: Сент-Мэрис Зрителей: 31 425 Судья: Майк Дин |
| Манчестер Юнайтед: Ромеро, Байи, Смоллинг, Джонс, Дармиан, Феллайни (Эррера, 75'), Туанзебе (Каррик, 64'), Мата (Рашфорд, 69'), Мхитарян, Руни, Марсьяль |                                               |         |                   |                                                      |

| 21 мая 2017 38 тур | Манчестер Юнайтед                                    | 2:0     | Кристал Пэлас | Манчестер                                                   |
| 15:00 | Харроп 15′ · Погба 19′ · Мактоминей 48' · Каррик 74' | (отчёт) |               | Стадион: Олд Траффорд Зрителей: 75 254 Судья: Энтони Тейлор |
| Манчестер Юнайтед: Каштру Перейра, Фосу-Менса, Байи, Джонс, Митчелл, Мактоминей, Туанзебе, Погба (Каррик, 45'), Лингард (Марсьяль, 45+2'), Руни (Гомес, 88'), Харроп |                                                      |         |               |                                                             |

### Турнирная таблица
| Поз | Команда           | И  | В  | Н  | П  | МЗ | МП | РМ  | О  | Квалификация или выбывание         |
| --- | ----------------- | -- | -- | -- | -- | -- | -- | --- | -- | ---------------------------------- |
| 4   | Ливерпуль         | 38 | 22 | 10 | 6  | 78 | 42 | +36 | 76 | Раунд плей-офф Лиги чемпионов УЕФА |
| 5   | Арсенал           | 38 | 23 | 6  | 9  | 77 | 44 | +33 | 75 | Групповой этап Лиги Европы УЕФА    |
| 6   | Манчестер Юнайтед | 38 | 18 | 15 | 5  | 54 | 29 | +25 | 69 | Групповой этап Лиги чемпионов УЕФА |
| 7   | Эвертон           | 38 | 17 | 10 | 11 | 62 | 44 | +18 | 61 | 3-й кв. раунд Лиги Европы УЕФА     |
| 8   | Саутгемптон       | 38 | 12 | 10 | 16 | 41 | 48 | −7  | 46 |                                    |

1. ↑  В связи с тем, что «Арсенал» и «Челси» стали финалистами Кубка Англии и квалифицировались в еврокубки на основании своих позиций в лиге, место победителя Кубка Англии в групповом этапе Лиги Европы перешло к команде, находящейся ниже в турнирной таблице и не квалифицировавшейся в еврокубки (в данном случае это «Эвертон»).
2. ↑  «Манчестер Юнайтед» квалифицировался в групповой этап Лиги чемпионов как победитель Лиги Европы.

### Результаты по турам
| Тур   | 01 | 02 | 03 | 04 | 05 | 06 | 07 | 08 | 09 | 10 | 11 | 12 | 13 | 14 | 15 | 16 | 17 | 18 | 19 | 20 | 21 | 22 | 23 | 24 | 25 | 26 | 27 | 28 | 29 | 30 | 31 | 32 | 33 | 34 | 35 | 36 | 37 | 38 |
| ----- | -- | -- | -- | -- | -- | -- | -- | -- | -- | -- | -- | -- | -- | -- | -- | -- | -- | -- | -- | -- | -- | -- | -- | -- | -- | -- | -- | -- | -- | -- | -- | -- | -- | -- | -- | -- | -- | -- |
| Поле  | В  | Д  | В  | Д  | В  | Д  | Д  | В  | В  | Д  | В  | Д  | Д  | В  | Д  | В  | В  | Д  | Д  | В  | Д  | В  | Д  | В  | Д  | В  | Д  | В  | В  | Д  | Д  | В  | Д  | В  | Д  | В  | В  | Д  |
| Итог  | В  | В  | В  | П  | П  | В  | Н  | Н  | П  | Н  | В  | Н  | Н  | Н  | В  | В  | В  | В  | В  | В  | Н  | Н  | Н  | В  | В  | Н  | Н  | Н  | В  | Н  | Н  | В  | В  | В  | Н  | П  | П  | В  |
| Место | 1  | 2  | 3  | 4  | 7  | 6  | 6  | 7  | 7  | 8  | 6  | 6  | 6  | 6  | 6  | 6  | 6  | 6  | 6  | 6  | 6  | 6  | 6  | 6  | 6  | 5  | 6  | 6  | 5  | 5  | 6  | 5  | 5  | 5  | 5  | 6  | 6  | 6  |

Последнее обновление: 21 мая 2017 года.
Источник: Fixtures and Results

Поле: Д = дома; В = на выезде. Итог: Н = ничья; П = команда проиграла; В = команда выиграла; О = матч отложен.

### Статистика выступлений в Премьер-лиге
| Итого | Итого | Итого | Итого | Итого | Итого | Итого | Итого | Дома | Дома | Дома | Дома | Дома | Дома | На выезде | На выезде | На выезде | На выезде | На выезде | На выезде |
| И     | О     | В     | Н     | П     | МЗ    | МП    | РМ    | В    | Н    | П    | МЗ   | МП   | РМ   | В         | Н         | П         | МЗ        | МП        | РМ        |
| ----- | ----- | ----- | ----- | ----- | ----- | ----- | ----- | ---- | ---- | ---- | ---- | ---- | ---- | --------- | --------- | --------- | --------- | --------- | --------- |
| 38    | 69    | 18    | 15    | 5     | 54    | 29    | +25   | 8    | 10   | 1    | 26   | 12   | +14  | 10        | 5         | 4         | 28        | 17        | +11       |

## Кубок Английской футбольной лиги
«Манчестер Юнайтед», наряду с шестью другими английскими клубами, квалифицировавшимися в еврокубки, начал выступления в Кубке Английской футбольной лиги с третьего раунда. Жеребьёвка этого раунда состоялась 24 августа 2016 года. По её итогам команде выпала выездная игра против «Нортгемптон Таун». В последний раз перед этим «Манчестер Юнайтед» встречался с «Нортгемптон Таун» 25 января 2004 года и в той встрече обыграл соперника на «Сиксфилдс» со счётом 3:0 в рамках 4-го раунда Кубка Англии. А перед этим «Юнайтед» сыграл с «Нортгемптоном» в матче, вошедшем в клубные рекорды: 7 февраля 1970 года «красные дьяволы» в 5-м раунде Кубка Англии на выезде разгромили «сапожников» со счётом 8:2. В том матче Джордж Бест забил в ворота «Нортгемптона» 6 мячей, повторив клубный рекорд. На этот раз клуб из Манчестера вновь одержал победу, обыграв соперника со счётом 3:1 благодаря голам Каррика, Эрерры и Рашфорда.
Согласно жеребьёвке четвёртого раунда, которая прошла в день матча с «Нортгемптоном», «Манчестер Юнайтед» встретился в дерби с «Манчестер Сити». Матч завершился победой «Юнайтед» со счётом 1:0 благодаря голу Хуана Маты на 54-й минуте. Игроком матча был признан Маркос Рохо.
По жребию в пятом раунде «Манчестер Юнайтед» встретился с «Вест Хэм Юнайтед». Эта игра прошла всего через 3 дня после встречи двух команд в Премьер-лиге, которая завершилась вничью 1:1. В матче Кубка лиги «Манчестер Юнайтед» реабилитировался за предыдущий результат, разгромив соперника со счётом 4:1 благодаря «дублям» Ибрагимовича и Марсьяля. Игроком матча был признан Генрих Мхитарян.
Соперником «Юнайтед» по полуфиналу стал «Халл Сити». Первый матч прошёл на «Олд Траффорд», ответная игра состоялась на стадионе «Кей Си». В первом матче «красные дьяволы» одержали победу со счётом 2:0 благодаря голам Маты и Феллайни. В ответном матче «Халл Сити» победил со счётом 2:1, но по сумме двух матчей в финал вышел «Манчестер Юнайтед».
Финал, в котором команда встретилась с «Саутгемптоном», прошёл 26 февраля 2017 года на «Уэмбли» и стал для клуба девятым финалом Кубка Футбольной лиги в истории. К 38-й минуте подопечные Моуринью уверенно вели в счёте, забив два гола в ворота «святых» усилиями Ибрагимовича и Лингарда. Однако в самой концовке первого тайма Габбьядини отыграл один мяч, а в начале второго тайма он же сравнял счёт. Исход поединка решился за три минуты до окончания основного времени, когда Ибрагимович замкнул передачу Андера Эрреры и обеспечил своей команде победу и 5-й трофей Кубка Футбольной лиги в истории «Юнайтед». Моуринью так прокомментировал итоги матча: «Если честно, Ибрагимович выиграл матч для нас, он был выдающимся… В матче, в котором соперник был лучше нас на протяжении длительных периодов и заслуживал сыграть в овертайме, он [Ибрагимович] сделал результат и выиграл для нас кубок».
| 21 сентября 2016 3 раунд | Нортгемптон Таун                             | 1:3     | Манчестер Юнайтед                                 | Нортгемптон                                             |
| 19:45 | Ревелл 42′ (пен.) · Маккорт 47' · Поттер 89' | (отчёт) | Каррик 17′ · Эррера 68′ · Блинд 74' · Рашфорд 75′ | Стадион: Сиксфилдс Зрителей: 7798 Судья: Стюарт Аттуэлл |
| Манчестер Юнайтед: Ромеро, Фосу-Менса (Рашфорд, 55'), Смоллинг, Блинд, Рохо, Каррик, Шнедерлен (Феллайни, 73'), Янг, Эррера, Депай (Ибрагимович, 55'), Руни |                                              |         |                                                   |                                                         |

| 26 октября 2016 4 раунд | Манчестер Юнайтед                                         | 1:0     | Манчестер Сити | Манчестер                                              |
| 19:45 | Валенсия 26' · Мата 54′ · Погба 90+1' · Ибрагимович 90+1' | (отчёт) | Ихеаначо 13'   | Стадион: Олд Траффорд Зрителей: 75 196 Судья: Майк Дин |
| Манчестер Юнайтед: де Хеа, Валенсия, Блинд, Рохо, Шоу, Каррик, Эррера, Мата (Шнедерлен, 73'), Погба, Рашфорд (Лингард, 82'), Ибрагимович |                                                           |         |                |                                                        |

| 30 ноября 2016 5 раунд | Манчестер Юнайтед                                                 | 4:1     | Вест Хэм Юнайтед         | Манчестер                                                |
| 20:00 | Ибрагимович 2′ 90+3′ · Валенсия 39' · Марсьяль 48′ 62′ · Руни 53' | (отчёт) | Обианг 15' · Флетчер 35′ | Стадион: Олд Траффорд Зрителей: 65 269 Судья: Майк Джонс |
| Манчестер Юнайтед: де Хеа, Валенсия, Джонс, Рохо, Шоу (Блинд, 45'), Каррик, Эррера, Мхитарян (Рашфорд, 90'), Руни, Марсьяль (Швайнштайгер, 86'), Ибрагимович |                                                                   |         |                          |                                                          |

| 10 января 2017 Полуфинал. Первый матч | Манчестер Юнайтед       | 2:0     | Халл Сити   | Манчестер                                                 |
| 20:00 | Мата 56′ · Феллайни 87′ | (отчёт) | Магуайр 40' | Стадион: Олд Траффорд Зрителей: 65 798 Судья: Кевин Френд |
| Манчестер Юнайтед: де Хеа, Валенсия, Смоллинг, Джонс, Дармиан, Эррера, Погба, Мата (Феллайни, 79'), Руни (Марсьяль, 59'), Мхитарян (Лингард, 71'), Рашфорд |                         |         |             |                                                           |

| 26 января 2017 Полуфинал. Ответный матч | Халл Сити                         | 2:1     | Манчестер Юнайтед                | Кингстон-апон-Халл                                    |
| 19:45 | Хаддлстоун 35′ (пен.) · Ньясс 85′ | (отчёт) | Джонс 11' · Погба 66′ · Рохо 87' | Стадион: Кей Си Зрителей: 16 831 Судья: Джонатан Мосс |
| Манчестер Юнайтед: де Хеа, Дармиан, Смоллинг, Джонс, Рохо, Каррик, Эррера, Погба, Лингард (Руни, 79'), Рашфорд (Феллайни, 90+2'), Ибрагимович |                                   |         |                                  |                                                       |

| 26 февраля 2017 Финал | Манчестер Юнайтед                                  | 3:2     | Саутгемптон                                                  | Лондон                                                 |
| 16:30 | Ибрагимович 19′ 87′ · Эррера 24' · Лингард 38′ 41' | (отчёт) | Ромеу 18' · Стивенс 40' · Габбьядини 45+1′ 48′ · Редмонд 56' | Стадион: Уэмбли Зрителей: 85 264 Судья: Андре Марринер |
| Манчестер Юнайтед: де Хеа, Валенсия, Байи, Смоллинг, Рохо, Эррера, Погба, Мата (Каррик, 45'), Лингард (Рашфорд, 77'), Марсьяль (Феллайни, 90'), Ибрагимович |                                                    |         |                                                              |                                                        |

## Кубок Англии
«Манчестер Юнайтед», наряду с остальными клубами Премьер-лиги, начал выступления в Кубке Англии с третьего раунда. Жеребьёвка пар раунда состоялась 6 декабря 2016 года, «Юнайтед» выпало сыграть дома против «Рединга». Матч завершился уверенной победой «красных дьяволов» со счётом 4:0, голы забили Руни, Марсьяль и Рашфорд, сделавший «дубль».
Жеребьёвка матчей четвёртого раунда Кубка Англии прошла 9 января, по её итогам соперником «Юнайтед» стал клуб из Чемпионшипа «Уиган Атлетик». Матч прошёл 29 января на «Олд Траффорд». «Красные дьяволы» одержали в этой игре безоговорочную победу со счётом 4:0 благодаря голам Феллайни, Смоллинга, Мхитаряна и Швайнштайгера.
Соперником «Юнайтед» в 5-м раунде стал «Блэкберн Роверс». Матч прошёл 19 февраля на стадионе «Ивуд Парк» в Блэкберне. Хозяева открыли счёт на 17-й минуте благодаря голу Грэма. Рашфорд сравнял счёт на 27-й минуте после паса Мхитаряна. Во втором тайме на замену вышли Ибрагимович и Погба, которые принесли гостям победу: французский полузащитник отдал голевую передачу на шведского нападающего на 75-й минуте. Лучшим игроком матча был признан Генрих Мхитарян.
В 6-м раунде Кубка Англии команда сыграла на выезде против «Челси», бывшей команды Моуринью. На 35-й минуте матча арбитр Майкл Оливер удалил с поля Андера Эрреру, показав ему вторую жёлтую и красную карточку. Оказавшийся в меньшинстве на протяжении оставшегося времени «Юнайтед» пропустил один гол (от Канте), которого оказалось достаточным для победы «пенсионеров» с минимальным счётом 1:0. После матча Моуринью заявил: «Я не буду говорить об удалении. Я просто хочу сказать,  что горжусь своими игроками и болельщиками „Манчестер Юнайтед“... Каждый может анализировать игру с разных перспектив, но мы все видели матч до красной карточки и после неё. Мы можем сравнить решения по двум жёлтым карточкам, а также по ситуациям, где карточки не были показаны».
| 7 января 2017 3 раунд | Манчестер Юнайтед                                  | 4:0     | Рединг | Манчестер                                                    |
| 12:30 | Руни 7′ · Марсьяль 15′ · Янг 54' · Рашфорд 75′ 79′ | (отчёт) |        | Стадион: Олд Траффорд Зрителей: 74 396 Судья: Андре Марринер |
| Манчестер Юнайтед: Ромеро, Янг, Смоллинг, Рохо (Джонс, 19'), Блинд, Феллайни, Каррик (Фосу-Менса, 78'), Мата (Швайнштайгер, 78'), Марсьяль, Руни, Рашфорд |                                                    |         |        |                                                              |

| 29 января 2017 4 раунд | Манчестер Юнайтед                                             | 4:0     | Уиган Атлетик | Манчестер                                                  |
| 16:00 | Феллайни 44′ · Смоллинг 57′ · Мхитарян 74′ · Швайнштайгер 81′ | (отчёт) | Берн 55'      | Стадион: Олд Траффорд Зрителей: 75 229 Судья: Нил Суорбрик |
| Манчестер Юнайтед: Ромеро (Перейра, 80'), Фосу-Менса (Туанзебе, 68'), Смоллинг, Рохо, Шоу, Феллайни (Эррера, 70'), Швайнштайгер, Мата, Мхитарян, Марсьяль, Руни |                                                               |         |               |                                                            |

| 19 февраля 2017 5 раунд | Блэкберн Роверс        | 1:2     | Манчестер Юнайтед                                     | Блэкберн                                                   |
| 16:15 | Грэм 17′ · Уильямс 35' | (отчёт) | Рашфорд 27′ · Лингард 52' · Янг 73' · Ибрагимович 75′ | Стадион: Ивуд Парк Зрителей: 23 130 Судья: Мартин Аткинсон |
| Манчестер Юнайтед: Ромеро, Янг, Смоллинг, Рохо, Дармиан, Каррик, Эррера, Лингард (Погба, 62'), Марсьяль (Ибрагимович, 62'), Мхитарян, Рашфорд (Мата, 89') |                        |         |                                                       |                                                            |

| 13 марта 2017 6 раунд | Челси                 | 1:0     | Манчестер Юнайтед        | Лондон                                                       |
| 19:45 | Канте 51′ · Коста 87' | (отчёт) | Эррера 20' 35' · Янг 79' | Стадион: Стэмфорд Бридж Зрителей: 40 801 Судья: Майкл Оливер |
| Манчестер Юнайтед: де Хеа, Джонс, Смоллинг, Рохо, Валенсия, Дармиан, Эррера, Погба, Янг (Лингард, 81'), Мхитарян (Феллайни, 37'), Рашфорд |                       |         |                          |                                                              |

## Лига Европы
«Юнайтед» начал выступления в Лиге Европы с группового этапа. Жеребьёвка матчей группового этапа прошла 26 августа 2016 года в Монако. «Манчестер Юнайтед» попал в группу «А» вместе с турецким «Фенербахче», голландским «Фейеноордом» и украинской «Зарёй».

### Групповой этап
| Поз | Команда           | И | В | Н | П | МЗ | МП | РМ | О  | Квалификация            |
| --- | ----------------- | - | - | - | - | -- | -- | -- | -- | ----------------------- |
| 1   | Фенербахче        | 6 | 4 | 1 | 1 | 8  | 6  | +2 | 13 | Выход в стадию плей-офф |
| 2   | Манчестер Юнайтед | 6 | 4 | 0 | 2 | 12 | 4  | +8 | 12 | Выход в стадию плей-офф |
| 3   | Фейеноорд         | 6 | 2 | 1 | 3 | 3  | 7  | −4 | 7  |                         |
| 4   | Заря              | 6 | 0 | 2 | 4 | 2  | 8  | −6 | 2  |                         |

Свой первый матч группового этапа команда провела в Роттердаме против «Фейеноорда». После поражения в манчестерском дерби 10 сентября в стартовом составе вышли восемь новых игроков. В первом тайме команда практически не создавала голевых моментов. На 63-й минуте Моуринью попытался усилить атаку и сделал тройную замену, выпустив на поле Ибрагимовича, Янга и Депая, однако единственный гол в матче забил соперник: на 79-й минуте после флангового прострела Йоргенсена в ворота де Хеа точно пробил Вильена. Гол был забит из офсайда, однако судья не зафиксировал положения «вне игры». Таким образом, «Юнайтед» проиграл свой четвёртый подряд матч на выезде в еврокубках.
Во втором матче в группе «Манчестер Юнайтед» дома сыграл с луганской «Зарёй». Хозяева доминировали на протяжении всей игры, владея мячом 72 % игрового времени, однако не создали много голевых моментов. Единственный гол в матче на 69-й минуте забил Ибрагимович, благодаря чему «Юнайтед» набрал свои первые 3 очка.
В третьем матче группового этапа, опять до́ма, «Манчестер Юнайтед» сыграл с «Фенербахче». В первом тайме команда забила три мяча в ворота турок: на 31-й минуте Погба отличился с пенальти, три минуты спустя Марсьяль также с пенальти удвоил преимущество «красных дьяволов», а уже в добавленное к первому тайму время Погба забил третий мяч дальним ударом с 20-ти ярдов. Во втором тайме Лингард ударом из-за пределов штрафной на 48-й минуте забил 4-й гол «Юнайтед», а за семь минут до окончания основного времени нападающий «Фенербахче» ван Перси забил «гол престижа» в ворота своего бывшего клуба.
В четвёртом матче группового этапа команда провела выездную игру против «Фенербахче». Хозяева открыли счёт уже на 65-й секунде, когда Мусса Сов забил гол эффектным ударом в падении через себя. На 59-й минуте турецкая команда забила второй мяч, когда Ленс точно пробил со штрафного. Руни сумел отыграть один мяч, забив дальним ударом на 89-й минуте. Несмотря на 70 % владения мячом в матче, «Юнайтед» потерпел поражение со счётом 2:1.
В пятом матче «Манчестер Юнайтед» одержал убедительную победу над «Фейеноордом» на «Олд Траффорд» благодаря голам Руни, Маты, Лингарда и автоголу. Уэйн Руни забил свой 39-й мяч в еврокубках, став, таким образом, лучшим бомбардиром «Юнайтед» в европейских турнирах. Игроком матча был признан Генрих Мхитарян.
В заключительном матче группового этапа «Юнайтед» отправился в гости к «Заре» в Одессу. Перед матчем Моуринью раскритиковал УЕФА, позволившую проводить матч в Одессе в декабре, зная, что в это время года в Восточной Европе довольно сильные заморозки. По мнению португальского специалиста, качество газона стадиона «Черноморец» было низким. Первый тайм прошёл с преимуществом гостей, но забить гостям не удалось. В начале второго тайма Маркос Рохо в центре поля совершил удачный отбор мяча, после которого Мхитарян подхватил мяч, прошёл к штрафной, обыграл защитника и нанёс точный удар по воротам, открыв счёт. Этот гол стал первым для армянского полузащитника в официальных матчах за «Манчестер Юнайтед». Незадолго до окончания встречи «красным дьяволам» удалось провести быструю контратаку, в которой Лингард и Погба передачами в одно касание вывели Ибрагимовича один на один с вратарём «Зари», после чего шведский нападающий забил свой тринадцатый мяч за «Манчестер Юнайтед». Встреча закончилась со счётом 0:2, став первой выездной победой команды в турнире. Игроком матча был признан Генрих Мхитарян.
По итогам последнего тура в группе А «Манчестер Юнайтед» финишировал на втором месте после «Фенербахче», квалифицировавшись в плей-офф турнира.

#### Матчи группового этапа
| 15 сентября 2016 | Фейеноорд                        | 1:0     | Манчестер Юнайтед | Роттердам                                                     |
| 19:00 | ван дер Хейден 23' · Вильена 79′ | (отчёт) |                   | Стадион: Фейеноорд Зрителей: 31 000 Судья: Хесус Хиль Мансано |
| Манчестер Юнайтед: де Хеа, Дармиан, Байи, Смоллинг, Рохо, Эррера, Шнедерлен, Погба, Мата (Янг, 63'), Марсьяль (Депай, 63'), Рашфорд (Ибрагимович, 63') |                                  |         |                   |                                                               |

| 29 сентября 2016 | Манчестер Юнайтед          | 1:0     | Заря (Луганск) | Манчестер                                                    |
| 21:05 | Байи 63' · Ибрагимович 69′ | (отчёт) | Каменюка 90'   | Стадион: Олд Траффорд Зрителей: 58 179 Судья: Орель Гринфелд |
| Манчестер Юнайтед: Ромеро, Фосу-Менса (Марсьяль, 74'), Байи, Смоллинг, Рохо, Феллайни, Погба, Лингард (Руни, 67'), Мата (Янг, 74'), Рашфорд, Ибрагимович |                            |         |                |                                                              |

| 20 октября 2016 | Манчестер Юнайтед                                          | 4:1     | Фенербахче               | Манчестер                                                   |
| 21:05 | Погба 31′ (пен.) 45+1′ · Марсьяль 34′ (пен.) · Лингард 48′ | (отчёт) | Кьер 33' · ван Перси 83′ | Стадион: Олд Траффорд Зрителей: 73 063 Судья: Бенуа Бастьен |
| Манчестер Юнайтед: де Хеа, Дармиан, Байи, Смоллинг (Рохо, 45'), Шоу, Каррик, Погба (Фосу-Менса, 75'), Лингард (Депай, 66'), Мата, Марсьяль, Руни |                                                            |         |                          |                                                             |

| 3 ноября 2016 | Фенербахче                                                                               | 2:1     | Манчестер Юнайтед                                | Стамбул                                                         |
| 19:00 | Сов 2′ · Демирель 43' · Потук 55' · Ленс 59′ · Шкртел 71' · Озбайраклы 85' · Соуза 90+5' | (отчёт) | Шнедерлен 12' · Эррера 18' · Мата 73' · Руни 89′ | Стадион: Шюкрю Сараджоглу Зрителей: 35 378 Судья: Милорад Мажич |
| Манчестер Юнайтед: де Хеа, Дармиан, Блинд, Рохо, Шоу, Эррера, Шнедерлен (Мата, 45'), Погба (Ибрагимович, 30'), Рашфорд (Мхитарян, 61'), Марсьяль, Руни |                                                                                          |         |                                                  |                                                                 |

| 24 ноября 2016 | Манчестер Юнайтед                                      | 4:0     | Фейеноорд | Манчестер                                                   |
| 21:05 | Руни 35′ · Мата 69′ · Джонс 75′ (авт.) · Лингард 90+2′ | (отчёт) |           | Стадион: Олд Траффорд Зрителей: 64 628 Судья: Мануэль Грефе |
| Манчестер Юнайтед: Ромеро, Валенсия, Джонс, Блинд, Шоу, Каррик, Погба, Мата (Рашфорд, 70'), Мхитарян (Лингард, 82'), Руни (Депай, 82'), Ибрагимович |                                                        |         |           |                                                             |

| 8 декабря 2016 | Заря (Луганск) | 0:2     | Манчестер Юнайтед                                      | Одесса                                                   |
| 19:00 |                | (отчёт) | Мхитарян 48′ · Эррера 83' · Ибрагимович 88′ · Байи 90' | Стадион: Черноморец Зрителей: 25 900 Судья: Тамаш Богнар |
| Манчестер Юнайтед: Ромеро, Янг, Байи, Рохо, Блинд, Эррера, Погба, Мата (Лингард, 65'), Руни (Феллайни, 70'), Мхитарян (Фосу-Менса, 85'), Ибрагимович |                |         |                                                        |                                                          |

### 1/16 финала
Согласно жеребьёвке, которая прошла 12 декабря 2016 года, соперником «Манчестер Юнайтед» в 1/16 финала стал французский клуб «Сент-Этьен». Команды ранее встречались в сезоне 1977/78 в Кубке обладателей кубков. Первый матч прошёл на стадионе «Олд Траффорд» 16 февраля. «Красные дьяволы» одержали в нём уверенную победу со счётом 3:0, причём все три гола забил Ибрагимович (для шведа это был первый хет-трик в составе «Манчестер Юнайтед»). В ответной игре на выезде английский клуб также одержал победу со счётом 1:0 благодаря голу Мхитаряна. В этой игре за две жёлтые карточки был удалён Эрик Байи. По сумме двух встреч «Юнайтед» одержал победу со счётом 4:0 и вышел в раунд 1/8 финала.
| 16 февраля 2017 | Манчестер Юнайтед                                                                    | 3:0     | Сент-Этьен | Манчестер                                                    |
| 21:05 | Ибрагимович 15′ 75′ 88′ (пен.) · Марсьяль 47' · Эррера 58' · Лингард 67' · Погба 71' | (отчёт) | Пажо 64'   | Стадион: Олд Траффорд Зрителей: 67 192 Судья: Павел Краловец |
| Манчестер Юнайтед: Ромеро, Валенсия, Байи, Смоллинг, Блинд, Феллайни (Лингард, 45'), Эррера, Погба, Мата (Рашфорд, 70'), Марсьяль (Янг, 85'), Ибрагимович |                                                                                      |         |            |                                                              |

| 22 февраля 2017 | Сент-Этьен  | 0:1     | Манчестер Юнайтед           | Сент-Этьен                                                   |
| 18:00 | Малькюи 84' | (отчёт) | Мхитарян 16′ · Байи 60' 63' | Стадион: Жоффруа Гишар Зрителей: 41 492 Судья: Дениз Айтекин |
| Манчестер Юнайтед: Ромеро, Янг, Байи, Смоллинг, Блинд, Феллайни, Каррик (Швайнштайгер, 62'), Погба, Мата (Рохо, 64'), Мхитарян (Рашфорд, 25'), Ибрагимович |             |         |                             |                                                              |

### 1/8 финала
Жеребьёвка пар 1/8 финала прошла 24 февраля 2017 года. Соперником «Манчестер Юнайтед» стал «Ростов». Первый матч прошёл в Ростове. Накануне игры Моуринью подверг критике качество газона на стадионе «Ростова», однако официальная делегация УЕФА проинспектировала футбольное поле и дала разрешение на проведение матча. В самой игре была зафиксирована ничья: на гол Мхитаряна в первом тайме ростовчане ответили голом Бухарова во втором тайме. Лучшим игроком матча был признан Маркос Рохо.
Ответный матч прошёл на «Олд Траффорд» 16 марта. Он завершился победой «Юнайтед» со счётом 1:0 благодаря голу Хуана Маты на 70-й минуте. В этой игре травмы получили Поль Погба и Дейли Блинд. Лучшим игроком матча был признан Маркос Рохо.
| 9 марта 2017 | Ростов                                                 | 1:1     | Манчестер Юнайтед             | Ростов-на-Дону                                        |
| 19:00 | Гацкан 25' · Бухаров 44' 53′ · Нобоа 59' · Калачёв 73' | (отчёт) | Мхитарян 21' 35′ · Эррера 78' | Стадион: Олимп-2 Зрителей: 14 223 Судья: Феликс Цваер |
| Манчестер Юнайтед: Ромеро, Джонс, Смоллинг, Рохо, Янг, Блинд (Валенсия, 90+2'), Эррера (Каррик, 90+2'), Погба, Феллайни, Мхитарян (Марсьяль, 67'), Ибрагимович |                                                        |         |                               |                                                       |

| 16 марта 2017 | Манчестер Юнайтед | 1:0     | Ростов      | Манчестер                                                       |
| | Мата 70′          | (отчёт) | Бухаров 87' | Стадион: Олд Траффорд Зрителей: 64 361 Судья: Гедиминас Мажейка |
| Манчестер Юнайтед: Ромеро, Байи, Смоллинг, Рохо, Валенсия, Блинд (Джонс, 64'), Эррера, Погба (Феллайни, 48'), Мата, Мхитарян, Ибрагимович |                   |         |             |                                                                 |

### 1/4 финала
Жеребьёвка пар 1/4 финала прошла 17 марта 2017 года, и в соперники «Манчестер Юнайтед» был определён «Андерлехт». Первый матч прошёл 13 апреля в Бельгии. Мхитарян открыл счёт на 36-й минуте. На почти всего остатка игры гости доминировали и создавали опасные моменты, но забить не смогли, и только за 4 минуты до конца основного времени Дендонкер сравнял счёт после ошибки игроков обороны «Манчестер Юнайтед». Моуринью после игры обвинил в ничейном исходе нападающих своей команды: «Если бы я был защитником „Манчестер Юнайтед“, я был бы очень расстроен действиями атакующих игроков... Они [защитники] провели серьёзную работу. А вот люди, которые должны были убить интригу в матче, этого не сделали».
Ответный матч состоялся 20 апреля в Манчестере. Счёт в игре открыл Мхитарян, забив гол на 10-й минуте. «Андерлехт» сравнял счёт на 32-й минуте. В дальнейшем хозяева поля создали множество моментов, но не сумели их реализовать. В первом тайме серьёзную травму колена получил Маркос Рохо, а перед окончанием основного времени Ибрагимович также получил тяжёлую травму колена; оба игрока выбыли из строя до окончания сезона. Основное время завершилось со счётом 1:1, но в овертайме Маркус Рашфорд принёс победу «Юнайтед», забив гол на 107-й минуте.
| 13 апреля 2017 | Андерлехт                     | 1:1     | Манчестер Юнайтед                                | Андерлехт                                                         |
| 21:05 | Обрадович 67' · Дендонкер 86′ | (отчёт) | Мхитарян 24' 36′ · Каррик 47' · Фосу-Менса 90+2' | Стадион: Констант Ванден Сток Зрителей: 20 060 Судья: Феликс Брых |
| Манчестер Юнайтед: Ромеро, Валенсия, Байи, Рохо, Дармиан, Каррик, Погба, Лингард (Марсьяль, 63'), Мхитарян (Фосу-Менса, 90+1'), Рашфорд (Феллайни, 75'), Ибрагимович |                               |         |                                                  |                                                                   |

| 20 апреля 2017 | Манчестер Юнайтед           | 2:1 (доп. вр.) | Андерлехт                            | Манчестер                                                               |
| 21:05 | Мхитарян 10′ · Рашфорд 107′ | (отчёт)        | Тилеманс 11' · Ханни 32′ · Аппиа 97' | Стадион: Олд Траффорд Зрителей: 71 496 Судья: Альберто Ундиано Мальенко |
| Манчестер Юнайтед: Ромеро, Валенсия, Байи, Рохо (Блинд, 23'), Шоу, Каррик, Погба, Лингард (Феллайни, 60'), Мхитарян, Рашфорд, Ибрагимович (Марсьяль, 90') |                             |                |                                      |                                                                         |

### Полуфинал
Жеребьёвка пар 1/2 финала прошла 21 апреля 2017 года. Соперником «Манчестер Юнайтед» стала «Сельта». Первый матч прошёл 4 мая в Испании. «Юнайтед» одержал в нём победу с минимальным счётом благодаря «великолепному» удару со штрафного Маркуса Рашфорда.
Ответная встреча состоялась 11 мая в Манчестере. «Манчестер Юнайтед» открыл счёт на 17-й минуте после удара головой Феллайни, но больше забить не сумел. Зато гости смогли сравнять счёт за 5 минут до конца основного времени. За этим последовала «нервная концовка», в которой произошла стычка между Байи и Ронкальей, после которой оба были удалены главным арбитром. В самой концовке игры испанский клуб имел шансы выиграть матч и выйти в финал, создав очень опасный момент, но не реализовал его. Игра завершилась вничью 1:1, а по сумме двух матчей в финал Лиги Европы вышел «Юнайтед».
| 4 мая 2017 | Сельта    | 0:1     | Манчестер Юнайтед                      | Виго                                                     |
| 21:05 | Мальо 66' | (отчёт) | Феллайни 33' · Рашфорд 67′ · Погба 85' | Стадион: Балаидос Зрителей: 26 202 Судья: Сергей Карасёв |
| Манчестер Юнайтед: Ромеро, Валенсия, Байи, Блинд, Дармиан, Феллайни, Эррера, Погба, Лингард, Мхитарян (Янг, 78'), Рашфорд (Марсьяль, 80') |           |         |                                        |                                                          |

| 11 мая 2017 | Манчестер Юнайтед                                | 1:1     | Сельта                                                       | Манчестер                                   |
| 21:05 | Феллайни 17′ · Блинд 32' · Эррера 81' · Байи 87' | (отчёт) | Феллайни 66' · Ронкалья 85′ 88' · Эрнандес 87' · Кабраль 92' | Стадион: Олд Траффорд Судья: Овидиу Хацеган |
| Манчестер Юнайтед: Ромеро, Валенсия, Байи, Блинд, Дармиан, Эррера, Погба, Феллайни, Лингард (Руни, 86'), Мхитарян (Каррик, 77'), Рашфорд (Смоллинг, 89') |                                                  |         |                                                              |                                             |

### Финал
Финал Лиги Европы УЕФА прошёл 24 мая 2017 года на стадионе «Френдс Арена» в Стокгольме. Команда встретилась в финальном матче турнира с амстердамским «Аяксом». Матч прошёл через два дня после трагических событий в Манчестере, когда в теракте погибли 22 человека. Моуринью отменил традиционную предматчевую конференцию, а перед началом игры на стадионе «Френдс Арена» прошла минута молчания в знак памяти о погибших в теракте. В самой игре счёт был открыт на 18-й минуте, когда после удара Погба мяч рикошетом залетел в ворота «Аякса». На 48-й минуте после розыгрыша углового Смоллинг скинул мяч головой Мхитаряну, который забил второй гол «Юнайтед». Матч завершился со счётом 2:0, а «Манчестер Юнайтед» впервые в своей истории выиграл Лигу Европы УЕФА (ранее известную под названием «Кубок УЕФА») и гарантировал себе прямой выход в групповой этап Лиги чемпионов следующего сезона.
| 24 мая 2017 | Аякс                                  | 0:2     | Манчестер Юнайтед                                      | Стокгольм                                                   |
| 20:45 | Велтман 58' · Юнес 64' · Ридевалд 78' | (отчёт) | Погба 18′ · Мхитарян 31' 48′ · Феллайни 52' · Мата 78' | Стадион: Френдс Арена Зрителей: 46 961 Судья: Дамир Скомина |
| Манчестер Юнайтед: Ромеро, Валенсия, Смоллинг, Блинд, Дармиан, Эррера, Мата (Руни, 90'), Феллайни, Погба, Мхитарян (Лингард, 74'), Рашфорд (Марсьяль, 84') |                                       |         |                                                        |                                                             |

## Итоги и оценки сезона
Итоги сезона для клуба оказались противоречивыми: с одной стороны, команда заняла неудовлетворительное 6-е место в Премьер-лиге, хотя перед началом сезона считалась одним из фаворитов чемпионата. С другой стороны, «Юнайтед» завоевал два трофея, одержав победы в Кубке Футбольной лиги и в Лиге Европы. Победа в Лиге Европы также гарантировала прямую путёвку в Лигу чемпионов следующего сезона.
Полузащитник Андер Эррера, признанный болельщиками «Манчестер Юнайтед» лучшим игроком сезона, так оценил его итоги:
В сезоне было много позитивных вещей. Мы выиграли трофеи: Суперкубок Англии против «Лестера», который на тот момент был, возможно, самой известной командой в мире! То, что они сделали в предыдущем сезоне, было невероятно, конечно. Мы также победили «Саутгемптон» в финале Кубка лиги, это была потрясяющая игра, и было здорово выиграть её на последних минутах. Конечно, в этом суть этого клуба — выигрывать трофеи.
Эррера оценил победу над «Челси» в чемпионате как «лучшую игру сезона», а также отметил рекордную беспроигрышную серию команды и слишком большое количество ничьих в матчах.
Жозе Моуринью признался, что его дебютный сезон в «Манчестер Юнайтед» был самым тяжёлым сезоном в его тренерской карьере:
Я очень счастлив [после победы в Лиге Европы] в своём самом сложном сезоне в качестве главного тренера... Это конец очень сложного сезона. Но очень, очень хорошего сезона.

Мы предпочли обеспечить выход в Лигу чемпионов через победу в Лиге Европы, а не через попадание в четвёрку в чемпионате. У нас была цель, мы вернулись в Лигу чемпионов и выиграли титул, важный титул. Теперь у клуба есть все титулы мирового футбола.
Главный редактор BBC Sport Фил Макналти написал, что в случае победы «Юнайтед» в Лиге Европы (дающей право на участие в Лиге чемпионов следующего сезона) первый сезон Моуринью с клубом можно будет считать удачным. Однако он отметил и проблемы: «Слишком много ничьих на „Олд Траффорд“, слишком много осторожных матчей с соперниками. У Моуринью ещё остаётся много работы для улучшения игры команды в следующем сезоне».
Эксперты Sky Sports заметили, что, несмотря на разговоры о борьбе за чемпионский титул перед началом сезона и дорогостоящие приобретения Поля Погба, Златана Ибрагимовича и Генриха Мхитаряна, команда не смогла найти «стабильную игру» в Премьер-лиге: «Неспособность команды убивать интригу в матчах со слабыми соперниками стала постоянным источником фрустрации для Моуринью, кроме того, было много споров по поводу его тактики в важных играх». Резюме Sky Sports было таким: «Победа в Лиге Европы обеспечит хэппи-энд, но ещё один финиш на 6-м месте в следующем сезоне будет недопустимым».
Бывший футболист и футбольный эксперт Мэтт Ле Тиссье отметил, что сезон можно считать для команды в целом удачным благодаря завоёванным трофеям, а лучшим в составе «Юнайтед» назвал Антонио Валенсию, так как он был «самым стабильным игроком». В то же время и он отметил, что команда слишком часто играла вничью и имела проблемы с завершением атак.
Обозреватели The Guardian оценили Златана Ибрагимовича как одно из лучших приобретений сезона в Премьер-лиге прошедшего сезона, особенно с учётом того, что он перешёл в клуб в качестве свободного агента.

## Статистика
По ходу сезона в официальных матчах основного состава «Манчестер Юнайтед» сыграло 32 игрока. 17 из них отметились забитыми мячами. Лучшим бомбардиром команды в сезоне стал Златан Ибрагимович, забивший 28 мячей. Наибольшее число матчей в основном составе провёл Маркус Рашфорд (53 матча, из них 30 в стартовом составе и 23 — выходы на замену). Команда забила 105 мячей, пропустила — 46.

### Матчи и голы
| №                                                                                            | Поз. | Имя                     | Премьер-лига | Премьер-лига | Кубок Англии | Кубок Англии | Кубок лиги | Кубок лиги | Лига Европы УЕФА | Лига Европы УЕФА | Суперкубок Англии | Суперкубок Англии | Итого | Итого | Карточки     | Карточки |
| №                                                                                            | Поз. | Имя                     | Игры         | Голы         | Игры         | Голы         | Игры       | Голы       | Игры             | Голы             | Игры              | Голы              | Игры  | Голы  | Предупреждён | Red card |
| -------------------------------------------------------------------------------------------- | ---- | ----------------------- | ------------ | ------------ | ------------ | ------------ | ---------- | ---------- | ---------------- | ---------------- | ----------------- | ----------------- | ----- | ----- | ------------ | -------- |
| 1                                                                                            | Вр   | Давид де Хеа            | 35           | −29          | 1            | −1           | 5          | −5         | 3                | −4               | 1                 | −1                | 45    | −40   | 2            | 0        |
| 3                                                                                            | Защ  | Эрик Байи               | 24+1         | 0            | 0            | 0            | 1          | 0          | 11               | 0                | 1                 | 0                 | 37+1  | 0     | 9            | 2        |
| 4                                                                                            | Защ  | Фил Джонс               | 18           | 0            | 1+1          | 0            | 3          | 0          | 2+1              | 0                | 0                 | 0                 | 24+2  | 0     | 3            | 0        |
| 5                                                                                            | Защ  | Маркос Рохо             | 18+3         | 1            | 4            | 0            | 5          | 0          | 7+2              | 0                | 0+1               | 0                 | 35+6  | 1     | 6            | 0        |
| 6                                                                                            | ПЗ   | Поль Погба              | 29+1         | 5            | 1+1          | 0            | 4          | 1          | 15               | 3                | 0                 | 0                 | 49+2  | 9     | 10           | 0        |
| 7                                                                                            | Нап  | Мемфис Депай            | 0+4          | 0            | 0            | 0            | 1          | 0          | 0+3              | 0                | 0                 | 0                 | 1+7   | 0     | 1            | 0        |
| 8                                                                                            | ПЗ   | Хуан Мата               | 19+6         | 6            | 2+1          | 0            | 3          | 2          | 9+1              | 2                | 0+1               | 0                 | 33+9  | 10    | 5            | 0        |
| 9                                                                                            | Нап  | Златан Ибрагимович      | 27+1         | 17           | 0+1          | 1            | 4+1        | 4          | 9+2              | 5                | 1                 | 1                 | 41+5  | 28    | 8            | 0        |
| 10                                                                                           | Нап  | Уэйн Руни               | 15+10        | 5            | 2            | 1            | 3+1        | 0          | 4+3              | 2                | 1                 | 0                 | 25+14 | 8     | 9            | 0        |
| 11                                                                                           | Нап  | Антони Марсьяль         | 18+7         | 4            | 3            | 1            | 2+1        | 2          | 4+6              | 1                | 1                 | 0                 | 28+14 | 8     | 3            | 0        |
| 12                                                                                           | Защ  | Крис Смоллинг           | 13+5         | 1            | 4            | 1            | 4          | 0          | 8+2              | 0                | 0                 | 0                 | 29+7  | 2     | 0            | 0        |
| 14                                                                                           | ПЗ   | Джесси Лингард          | 18+7         | 1            | 1+1          | 0            | 2+2        | 1          | 6+4              | 2                | 1                 | 1                 | 28+14 | 5     | 6            | 0        |
| 16                                                                                           | ПЗ   | Майкл Каррик            | 18+5         | 0            | 2            | 0            | 4+1        | 1          | 5+2              | 0                | 1                 | 0                 | 30+8  | 1     | 3            | 0        |
| 17                                                                                           | ПЗ   | Дейли Блинд             | 20+3         | 1            | 1            | 0            | 2+1        | 0          | 10+1             | 0                | 1                 | 0                 | 34+5  | 1     | 4            | 0        |
| 18                                                                                           | Нап  | Эшли Янг                | 8+4          | 0            | 3            | 0            | 1          | 0          | 3+4              | 0                | 0                 | 0                 | 15+8  | 0     | 5            | 0        |
| 19                                                                                           | Нап  | Маркус Рашфорд          | 16+16        | 5            | 3            | 3            | 3+3        | 1          | 8+3              | 2                | 0+1               | 0                 | 30+23 | 11    | 3            | 0        |
| 20                                                                                           | Вр   | Серхио Ромеро           | 2            | 0            | 3            | −1           | 1          | −1         | 12               | −4               | 0                 | 0                 | 18    | −6    | 0            | 0        |
| 21                                                                                           | ПЗ   | Андер Эррера            | 27+4         | 1            | 2+1          | 0            | 6          | 1          | 9                | 0                | 0+1               | 0                 | 44+6  | 2     | 15           | 2        |
| 22                                                                                           | ПЗ   | Генрих Мхитарян         | 15+9         | 4            | 3            | 1            | 2          | 0          | 10+1             | 6                | 0+1               | 0                 | 30+11 | 11    | 4            | 0        |
| 23                                                                                           | Защ  | Люк Шоу                 | 9+2          | 0            | 1            | 0            | 2          | 0          | 4                | 0                | 1                 | 0                 | 17+2  | 0     | 1            | 0        |
| 24                                                                                           | Защ  | Тимоти Фосу-Менса       | 1+3          | 0            | 1+1          | 0            | 1          | 0          | 1+3              | 0                | 0                 | 0                 | 4+7   | 0     | 1            | 0        |
| 25                                                                                           | ПЗ   | Антонио Валенсия        | 27+1         | 1            | 1            | 0            | 4          | 0          | 8+1              | 0                | 1                 | 0                 | 41+2  | 1     | 7            | 0        |
| 27                                                                                           | ПЗ   | Маруан Феллайни         | 17+10        | 1            | 2+1          | 1            | 0+4        | 1          | 7+4              | 1                | 1                 | 0                 | 27+19 | 4     | 11           | 1        |
| 28                                                                                           | ПЗ   | Морган Шнедерлен        | 0+3          | 0            | 0            | 0            | 1+1        | 0          | 2                | 0                | 0+1               | 0                 | 3+5   | 0     | 1            | 0        |
| 31                                                                                           | ПЗ   | Бастиан Швайнштайгер    | 0            | 0            | 1+1          | 1            | 0+1        | 0          | 0+1              | 0                | 0                 | 0                 | 1+3   | 1     | 0            | 0        |
| 32                                                                                           | Вр   | Сэм Джонстон            | 0            | 0            | 0            | 0            | 0          | 0          | 0                | 0                | 0                 | 0                 | 0     | 0     | 0            | 0        |
| 35                                                                                           | Защ  | Деметри Митчелл         | 1            | 0            | 0            | 0            | 0          | 0          | 0                | 0                | 0                 | 0                 | 1     | 0     | 0            | 0        |
| 36                                                                                           | Защ  | Маттео Дармиан          | 15+3         | 0            | 2            | 0            | 2          | 0          | 7                | 0                | 0                 | 0                 | 26+3  | 0     | 3            | 0        |
| 38                                                                                           | Защ  | Аксель Туанзебе         | 4            | 0            | 0+1          | 0            | 0          | 0          | 0                | 0                | 0                 | 0                 | 4+1   | 0     | 0            | 0        |
| 39                                                                                           | ПЗ   | Скотт Мактоминей        | 1+1          | 0            | 0            | 0            | 0          | 0          | 0                | 0                | 0                 | 0                 | 1+1   | 0     | 1            | 0        |
| 40                                                                                           | Вр   | Жоэл Каштру Перейра     | 1            | 0            | 0+1          | 0            | 0          | 0          | 0                | 0                | 0                 | 0                 | 1+1   | 0     | 0            | 0        |
| 46                                                                                           | ПЗ   | Джош Харроп             | 1            | 1            | 0            | 0            | 0          | 0          | 0                | 0                | 0                 | 0                 | 1     | 1     | 0            | 0        |
| 47                                                                                           | ПЗ   | Эйнджел Гомес           | 0+1          | 0            | 0            | 0            | 0          | 0          | 0                | 0                | 0                 | 0                 | 0+1   | 0     | 0            | 0        |
|                                                                                              | Защ  | Джо Райли               | 0            | 0            | 0            | 0            | 0          | 0          | 0                | 0                | 0                 | 0                 | 0     | 0     | 0            | 0        |
|                                                                                              | Защ  | Ро-Шон Уильямс          | 0            | 0            | 0            | 0            | 0          | 0          | 0                | 0                | 0                 | 0                 | 0     | 0     | 0            | 0        |
|                                                                                              | Защ  | Реган Пул               | 0            | 0            | 0            | 0            | 0          | 0          | 0                | 0                | 0                 | 0                 | 0     | 0     | 0            | 0        |
|                                                                                              | ПЗ   | Шон Госс                | 0            | 0            | 0            | 0            | 0          | 0          | 0                | 0                | 0                 | 0                 | 0     | 0     | 0            | 0        |
| Футболисты, которые ушли из клуба в первой половине сезона или отправились в сезонную аренду |      |                         |              |              |              |              |            |            |                  |                  |                   |                   |       |       |              |          |
|                                                                                              | Защ  | Кэмерон Бортуик-Джексон | 0            | 0            | 0            | 0            | 0          | 0          | 0                | 0                | 0                 | 0                 | 0     | 0     | 0            | 0        |
|                                                                                              | Нап  | Уилл Кин                | 0            | 0            | 0            | 0            | 0          | 0          | 0                | 0                | 0                 | 0                 | 0     | 0     | 0            | 0        |
|                                                                                              | ПЗ   | Андреас Перейра         | 0            | 0            | 0            | 0            | 0          | 0          | 0                | 0                | 0                 | 0                 | 0     | 0     | 0            | 0        |
|                                                                                              | ПЗ   | Аднан Янузай            | 0            | 0            | 0            | 0            | 0          | 0          | 0                | 0                | 0                 | 0                 | 0     | 0     | 0            | 0        |
|                                                                                              | Защ  | Тайлер Блэкетт          | 0            | 0            | 0            | 0            | 0          | 0          | 0                | 0                | 0                 | 0                 | 0     | 0     | 0            | 0        |
|                                                                                              | Защ  | Гильермо Варела         | 0            | 0            | 0            | 0            | 0          | 0          | 0                | 0                | 0                 | 0                 | 0     | 0     | 0            | 0        |
|                                                                                              | Нап  | Джеймс Уилсон           | 0            | 0            | 0            | 0            | 0          | 0          | 0                | 0                | 0                 | 0                 | 0     | 0     | 0            | 0        |
|                                                                                              | Защ  | Падди Макнейр           | 0            | 0            | 0            | 0            | 0          | 0          | 0                | 0                | 0                 | 0                 | 0     | 0     | 0            | 0        |
|                                                                                              | Защ  | Дональд Лав             | 0            | 0            | 0            | 0            | 0          | 0          | 0                | 0                | 0                 | 0                 | 0     | 0     | 0            | 0        |
|                                                                                              | ПЗ   | Джеймс Уир              | 0            | 0            | 0            | 0            | 0          | 0          | 0                | 0                | 0                 | 0                 | 0     | 0     | 0            | 0        |

В графе «Игры» указаны выходы в стартовом составе, после знака + указаны выходы на замену. В графе «Голы» после знака − указаны пропущенные мячи (для вратарей).
1. 1 2  Покинул клуб в зимнее трансферное окно в январе 2017 года.
2. ↑  Покинул клуб в марте 2017 года.

### Общая статистика
| Сыграно матчей          | 63 (Премьер-лига: 38, Лига Европы: 15, Кубок Англии: 4, Кубок Футбольной лиги: 6)                                                                                                   |
| Победы                  | 36 (Премьер-лига: 18, Лига Европы: 10, Кубок Англии: 3, Кубок Футбольной лиги: 5)                                                                                                   |
| Ничьи                   | 18 (Премьер-лига: 15, Лига Европы: 3) |
| Поражения               | 9 (Премьер-лига: 5, Лига Европы: 2, Кубок Англии: 1, Кубок Футбольной лиги: 1) |
| Забито мячей            | 103 |
| Пропущено мячей         | 45 |
| Разница мячей           | +58 |
| Предупреждения          | 120 |
| Удаления                | 5 |
| Худшая дисциплина       | Андер Эррера (2 15 ) |
| Лучший счёт             | 4:0 (Д) против «Фейеноорда» — Лига Европы УЕФА, 24 ноября 2016 4:0 (Д) против «Рединга» — Кубок Англии, 7 января 2017 4:0 (Д) против «Уиган Атлетик» — Кубок Англии, 29 января 2017 |
| Худший счёт             | 0:4 (В) против «Челси» — Премьер-лига, 23 октября 2016 |
| Сухие матчи             | 29 (Премьер-лига: 17, Лига Европы УЕФА: 8, Кубок Англии: 2, Кубок Футбольной лиги: 2)                                                                                               |
| Наибольшее число матчей | Маркус Рашфорд (53 матча) |
| Лучший бомбардир        | Златан Ибрагимович (27 мячей) |
| Очки                    | Всего: 126/189 (66,67 %), Премьер-лига: 69/114 (60,53 %), Лига Европы УЕФА: 33/45 (73,33 %), Кубок Англии: 9/12 (75,00 %), Кубок Футбольной лиги: 15/18 (83,33 %)                   |

* В данной таблице не учитываются результаты товарищеских матчей и Суперкубка Англии.

## Награды

### Награды Премьер-лиги
- Игрок месяца в Премьер-лиге: Златан Ибрагимович, декабрь 2016[153]
- Гол месяца в Премьер-лиге: Генрих Мхитарян, декабрь 2016 (за гол в ворота «Сандерленда»)[154]
- Член «команды года» по версии ПФА в Премьер-лиге: Давид де Хеа[155]

### Клубные награды
- Приз сэра Мэтта Басби лучшему игроку «Манчестер Юнайтед» в сезоне: Андер Эррера[156]
- Игрок года по версии игроков «Манчестер Юнайтед»: Антонио Валенсия[157]
- Лучший гол сезона: Генрих Мхитарян, за гол в ворота «Сандерленда» 26 декабря 2016 года[72]
- Награда Дензила Харуна лучшему резервисту года: Аксель Туанзебе[158]
- Награда Джимми Мерфи лучшему молодому игроку года: Эйнджел Гомес[159]

## Трансферы

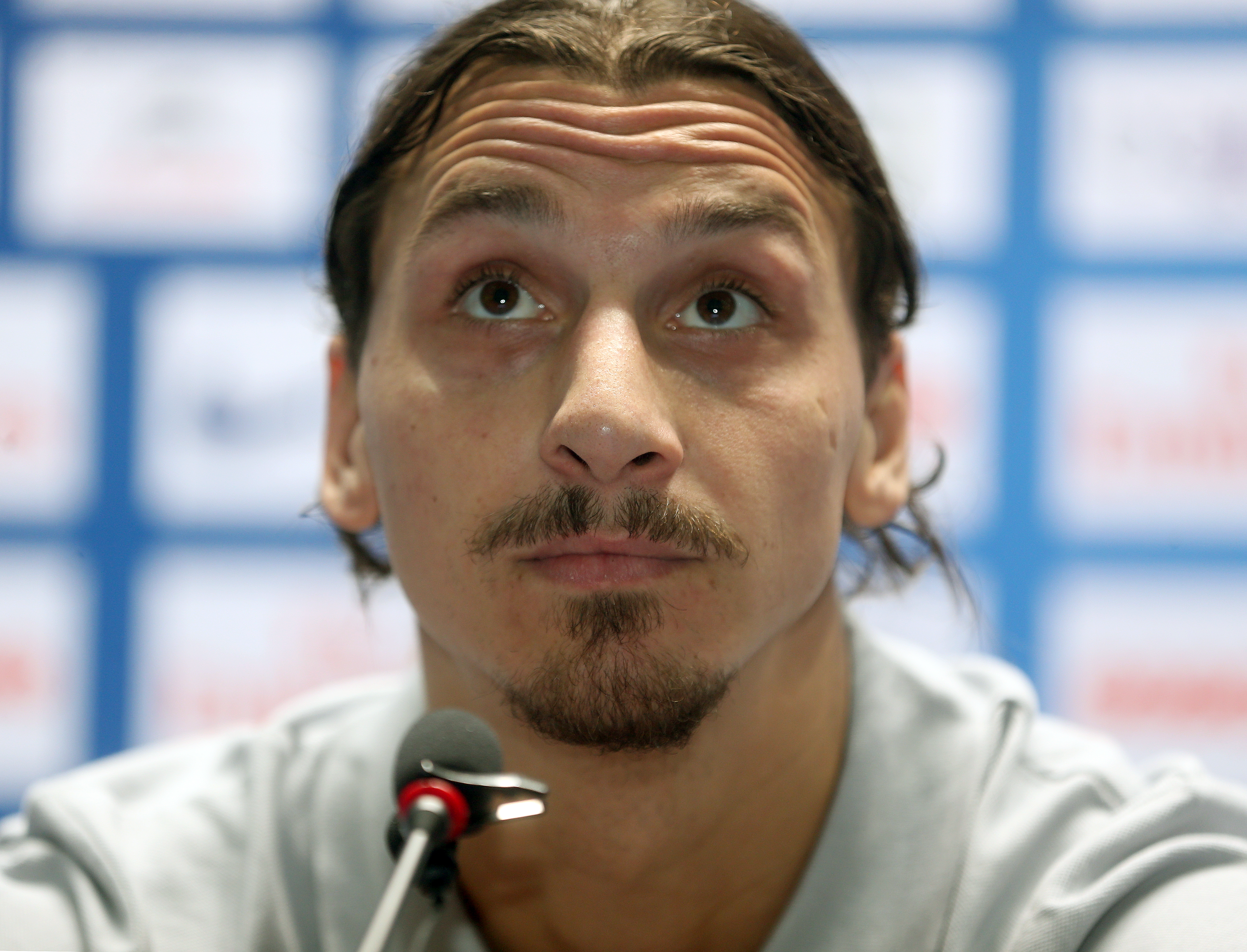
Златан Ибрагимович перешёл в «Юнайтед» в качестве свободного агента

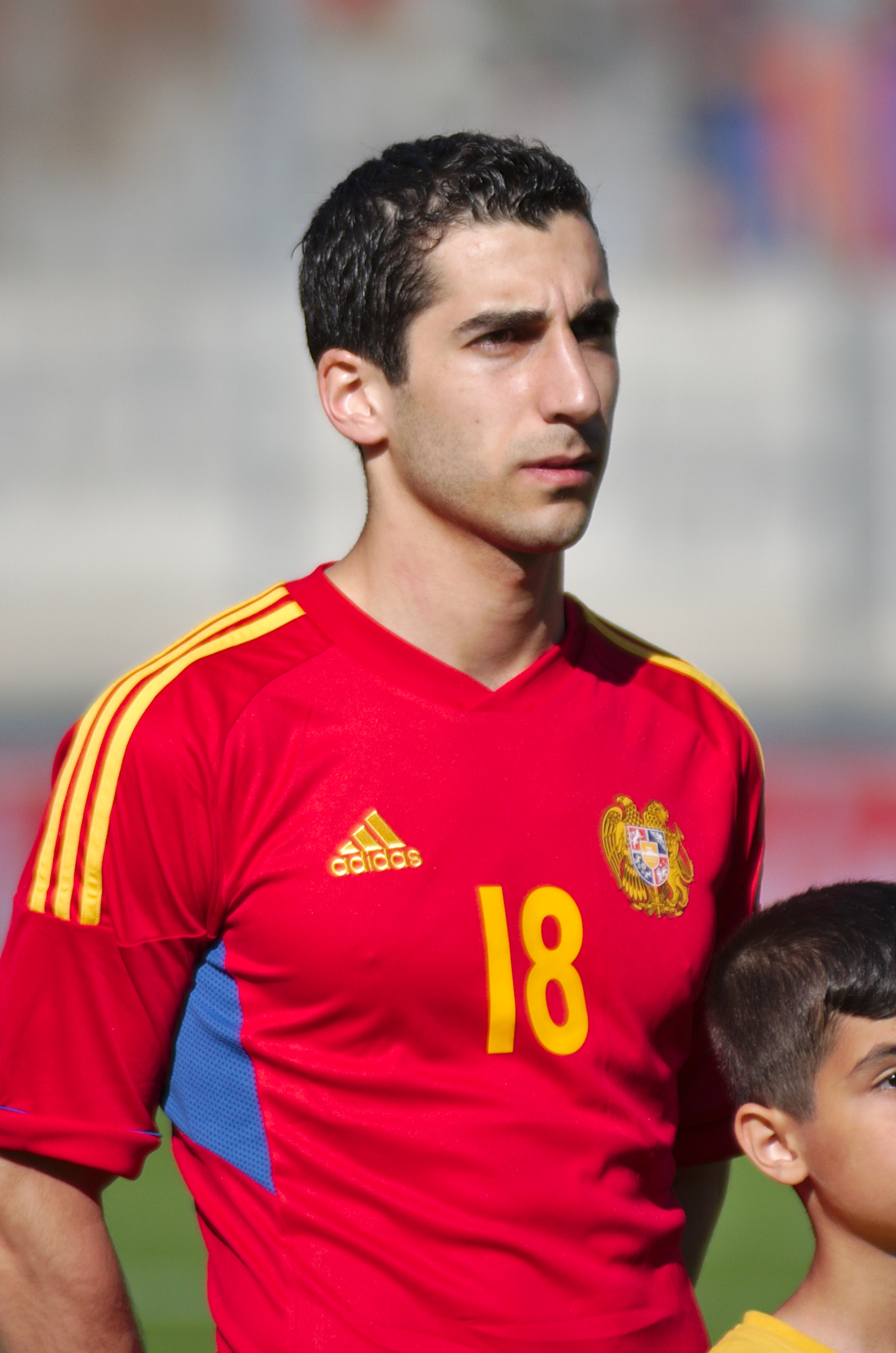
Генрих Мхитарян перешёл в «Юнайтед» из дортмундской «Боруссии»

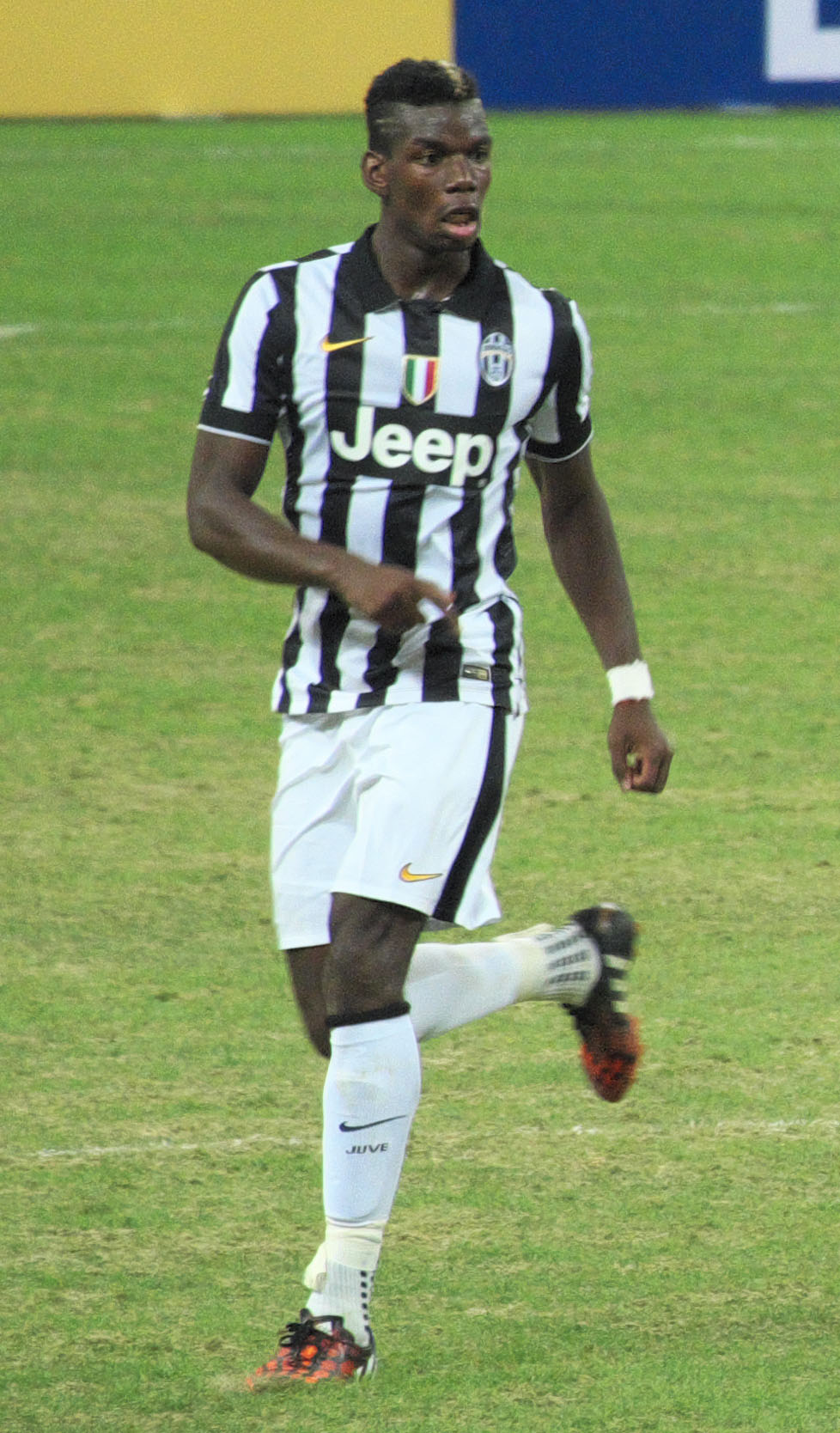
Поль Погба перешёл в «Юнайтед» из «Ювентуса»

### Пришли в клуб
| Дата           | Поз. | Футболист          | Из клуба          | Сумма     |
| -------------- | ---- | ------------------ | ----------------- | --------- |
| 8 июня 2016    | Защ  | Эрик Байи          | Вильярреал        | £30 млн   |
| 1 июля 2016    | Нап  | Златан Ибрагимович | свободный агент   | бесплатно |
| 6 июля 2016    | Нап  | Генрих Мхитарян    | Боруссия Дортмунд | £26,3 млн |
| 9 августа 2016 | ПЗ   | Поль Погба         | Ювентус           | £89 млн   |

### Ушли из клуба
| Дата            | Поз. | Футболист            | В клуб               | Сумма           |
| --------------- | ---- | -------------------- | -------------------- | --------------- |
| 10 июня 2016    | ПЗ   | Ник Пауэлл           | Уиган Атлетик        | бесплатно       |
| 10 июня 2016    | Вр   | Виктор Вальдес       | Мидлсбро             | бесплатно       |
| 10 июня 2016    | Вр   | Джордж Доррингтон    | Хаддерсфилд Таун     | бесплатно       |
| 10 июня 2016    | ПЗ   | Оливер Ратбоун       | Рочдейл              | бесплатно       |
| 12 июля 2016    | Защ  | Тайлер Рид           | Суонси Сити          | не разглашается |
| 12 июля 2016    | ПЗ   | Джо Ротуэлл          | Оксфорд Юнайтед      | бесплатно       |
| 12 июля 2016    | Нап  | Эшли Флетчер         | Вест Хэм Юнайтед     | бесплатно       |
| 13 июля 2016    | Защ  | Джимми Данн          | Бернли               | бесплатно       |
| 11 августа 2016 | Защ  | Патрик Макнейр       | Сандерленд           | £5,5 млн        |
| 11 августа 2016 | Защ  | Дональд Лав          | Сандерленд           | £5,5 млн        |
| 22 августа 2016 | Защ  | Тайлер Блэкетт       | Рединг               | не разглашается |
| 30 августа 2016 | Нап  | Уилл Кин             | Халл Сити            | не разглашается |
| 31 августа 2016 | ПЗ   | Джеймс Уир           | Халл Сити            | не разглашается |
| 12 января 2017  | ПЗ   | Морган Шнедерлен     | Эвертон              | £24 млн         |
| 20 января 2017  | ПЗ   | Мемфис Депай         | Олимпик Лион         | £16 млн         |
| 28 января 2017  | ПЗ   | Шон Госс             | Куинз Парк Рейнджерс | £500 000        |
| 2 февраля 2017  | Защ  | Садик эль-Фитури     | Честерфилд           | бесплатно       |
| 21 марта 2017   | ПЗ   | Бастиан Швайнштайгер | Чикаго Файр          | бесплатно       |

### Отправлены в аренду
| Начало аренды   | Окончание аренды | Поз. | Футболист               | В клуб                  |
| --------------- | ---------------- | ---- | ----------------------- | ----------------------- |
| 23 июля 2016    | 30 июня 2017     | Защ  | Гильермо Варела         | Айнтрахт (Франкфурт)    |
| 12 августа 2016 | 30 июня 2017     | ПЗ   | Аднан Янузай            | Сандерленд              |
| 20 августа 2016 | 2 февраля 2017   | Нап  | Джеймс Уилсон           | Дерби Каунти            |
| 22 августа 2016 | 30 июня 2017     | Защ  | Кэмерон Бортуик-Джексон | Вулверхэмптон Уондерерс |
| 26 августа 2016 | 30 июня 2017     | ПЗ   | Андреас Перейра         | Гранада                 |
| 31 августа 2016 | 3 февраля 2017   | Вр   | Дин Хендерсон           | Гримсби Таун            |
| 31 августа 2016 | 5 января 2017    | Вр   | Жоэл Каштру Перейра     | Белененсиш              |
| 5 января 2017   | 30 июня 2017     | Вр   | Сэм Джонстон            | Астон Вилла             |
| 17 января 2017  | 30 июня 2017     | Защ  | Джо Райли               | Шеффилд Юнайтед         |

## Тренерский штаб

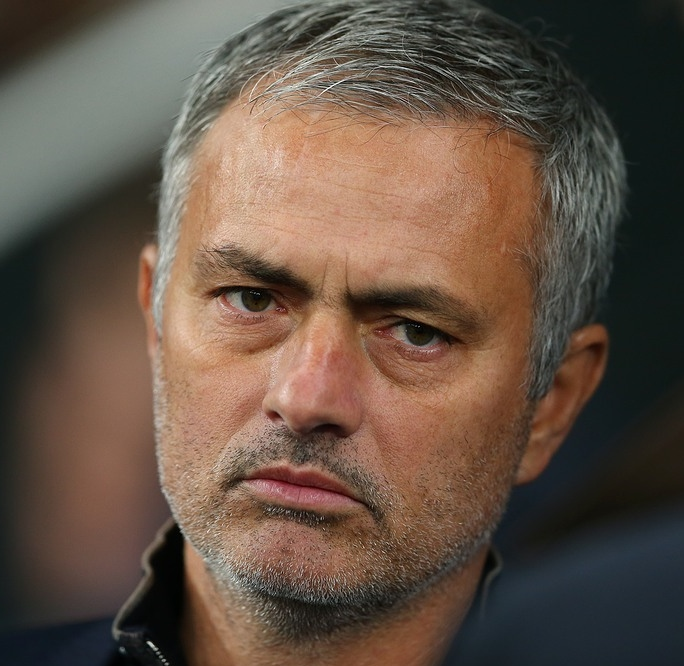
Главный тренер «Юнайтед» Жозе Моуринью

| Должность                        | Имя                                                                  |
| -------------------------------- | -------------------------------------------------------------------- |
| Главный тренер                   | Жозе Моуринью                                                        |
| Ассистент главного тренера       | Руй Фариа                                                            |
| Тренер вратарей                  | Силвину Лору                                                         |
| Тренер вратарей                  | Эмилио Альварес                                                      |
| Главный тренер команды до 23 лет | Уоррен Джойс (до 2 ноября 2016) Ники Батт (и. о.) (с 2 ноября 2016)  |
| Главный тренер команды до 18 лет | Томми Мартин (до 1 сентября 2016) Киран Маккенна (с 1 сентября 2016) |

## Комплекты клубных форм на сезон
Поставщиком формы для команды начиная с сезона 2015/16 является немецкий производитель спортивных товаров adidas. Титульным спонсором с 2014 года является Chevrolet.
Комплект гостевой формы на сезон 2016/17 был представлен 11 мая 2016 года: синие футболки с логотипом adidas и эмблемой «Манчестер Юнайтед» красного цвета и тремя красными полосками на плечах, тёмно-синие шорты и синие гетры с красной горизонтальной полосой и тремя узкими горизональными полосками сбоку.
Комплект домашней формы на сезон 2016/17 был представлен 23 июля 2016 года: красные футболки, разделенные посередине узором из красных шестиугольников, правая половина футболки более тёмного оттенка красного цвета, чем левая, белый логотип adidas на груди справа и эмблема «Манчестер Юнайтед» слева, три белые вертикальные полоски по бокам от подмышек и до низа футболки; белые шорты с двумя красными вертикальными полосками сбоку и чёрные гетры с эмблемой красного дьяволёнка и толстой красной горизонтальной полосой. Шестиугольники, разделяющие две половины футболки, напоминают пчелиные соты, что является отсылкой к гербу города Манчестер, на котором находятся рабочие пчёлы (в свою очередь, пчёлы на гербе Манчестера являются отсылкой ко временам промышленной революции и трудолюбию рабочих Манчестера), а футболка, разделённая на две половины разных цветов, является отсылкой к форме футбольного клуба «Ньютон Хит».
Комплект третьей формы на сезон 2016/17 был представлен 29 июля 2016 года: белые футболки с чёрными воротниками, принтом в виде шестиугольников серого цвета разной тональности на плечах, тремя чёрными полосками по бокам от подмышек до низа футболки, с логотипом adidas и эмблемой «Манчестер Юнайтед» чёрного цвета; чёрные шорты с тремя белыми вертикальными полосками и белые гетры с эмблемой дьяволёнка чёрного цвета и толстой чёрной горизонтальной полосой. Принт в виде шестиугольников (пчелиных сот) на плечах, как и в случае с домашней формой, является отсылкой к пчёлам на гербе города Манчестер, символизирующим индустриальное наследие, трудолюбие и стойкость клуба.
| Домашняя | Выездная | Третья |

## Результаты матчей резервистов и Академии
В предыдущем сезоне резервная команда «Манчестер Юнайтед» (до 21 года) стала чемпионом Премьер-лиги Barclays до 21 года. Перед началом сезона 2016/17 турнир стал называться «Премьер-лига 2» и увеличил возрастной лимит участвующих игроков с 21 до 23 лет. 26 ноября 2016 года Уоррен Джойс покинул пост главного тренера резервистов «Юнайтед», который он занимал с 2010 года, так как стал главным тренером «Уиган Атлетик». На протяжении оставшейся части сезона резервистов тренировал директор академии клуба Ники Батт. Сезон в целом оказался для резервистов неудачным: команда не смогла защитить чемпионский титул, заняв в итоге лишь 6-е место в Премьер-лиге 2.
Команда академии клуба (до 18 лет) также сменила главного тренера по ходу сезона. 1 сентября 2016 года на должность главного тренера команды «Юнайтед» до 18 лет был назначен Киран Маккенна, до этого тренировавший юношей из «Тоттенхэм Хотспур». В целом сезон для команды до 18 лет сложился успешно: команда заняла 2-е место в Северной группе Премьер-лиги до 18 лет, а затем финишировала на 4-м месте в итоговой элитной группе.
Ниже представлены результаты матчей составов резервной команды и команды Академии «Манчестер Юнайтед» в соответствующих турнирах.

### Резервисты
| Дата             | Соперник          | Д / В | Счёт | Авторы голов за «Юнайтед»                          |
| ---------------- | ----------------- | ----- | ---- | -------------------------------------------------- |
| 15 августа 2016  | Лестер Сити       | Д     | 1:0  | Митчелл, 87'                                       |
| 22 августа 2016  | Саутгемптон       | В     | 0:2  |                                                    |
| 28 августа 2016  | Челси             | Д     | 1:1  | Автогол                                            |
| 9 сентября 2016  | Манчестер Сити    | В     | 1:1  | Уиллок, 25'                                        |
| 19 сентября 2016 | Дерби Каунти      | Д     | 3:2  | Мактоминей, 17', 85', Харроп, 67' (пен.)           |
| 26 сентября 2016 | Эвертон           | В     | 0:2  |                                                    |
| 18 октября 2016  | Ливерпуль         | Д     | 1:1  | Харроп, 50' (пен.)                                 |
| 24 октября 2016  | Арсенал           | Д     | 1:0  | Уильямс, 8'                                        |
| 28 октября 2016  | Тоттенхэм Хотспур | В     | 1:1  | Райли, 20'                                         |
| 21 ноября 2016   | Сандерленд        | Д     | 0:2  |                                                    |
| 28 ноября 2016   | Рединг            | В     | 2:2  | Харроп, 28' (пен.), 29'                            |
| 9 декабря 2016   | Челси             | В     | 1:3  | Туанзебе, 20'                                      |
| 9 января 2017    | Манчестер Сити    | Д     | 1:3  | Госс, 57'                                          |
| 16 января 2017   | Ливерпуль         | В     | 1:0  | Уиллок, 93'                                        |
| 30 января 2017   | Эвертон           | Д     | 1:3  | Митчелл, 57' (пен.)                                |
| 6 февраля 2017   | Дерби Каунти      | В     | 3:5  | Гриббин, 6', Редмонд, 77', Кехинде, 88'            |
| 19 февраля 2017  | Рединг            | Д     | 0:2  |                                                    |
| 6 марта 2017     | Сандерленд        | В     | 3:1  | Митчелл, 28' (пен.), Мактоминей, 33', Редмонд, 71' |
| 13 марта 2017    | Саутгемптон       | Д     | 3:3  | Редмонд, 62', Митчелл, 70' (пен.), 75' (пен.)      |
| 10 апреля 2017   | Лестер Сити       | В     | 0:0  |                                                    |
| 8 мая 2017       | Арсенал           | В     | 2:2  | Харроп, 72', Джонсон, 83' (авт.)                   |
| 15 мая 2017      | Тоттенхэм Хотспур | Д     | 3:2  | Харроп, 37', 79', 87'                              |

### Академия (состав до 18 лет)
| Дата             | Соперник                | Д / В | Счёт | Авторы голов за «Юнайтед»                                          |
| ---------------- | ----------------------- | ----- | ---- | ------------------------------------------------------------------ |
| 13 августа 2016  | Дерби Каунти            | В     | 0:4  |                                                                    |
| 20 августа 2016  | Ливерпуль               | Д     | 1:2  | Бонен, 56'                                                         |
| 27 августа 2016  | Эвертон                 | В     | 5:1  | Буркарт, 45', Гомес, 45+1', 47' (пен.), 65', Буффондж, 72'         |
| 3 сентября 2016  | Мидлсбро                | Д     | 5:1  | Бонен, 36', Кану, 52', 58', Гомес, 68', Буффондж, 90'              |
| 10 сентября 2016 | Вест Бромвич Альбион    | Д     | 5:3  | Бонен, 11', Гомес, 21', Таннер, 26', Чонг, 87', Барлоу, 90' (пен.) |
| 17 сентября 2016 | Манчестер Сити          | В     | 0:2  |                                                                    |
| 24 сентября 2016 | Сток Сити               | Д     | 2:0  | Макела, 26', Буркарт, 42'                                          |
| 1 октября 2016   | Мидлсбро                | В     | 2:1  | Буффондж, 43', Дидрик-Робертс, 50'                                 |
| 8 октября 2016   | Сандерленд              | Д     | 1:1  | Барретт, 90'                                                       |
| 15 октября 2016  | Вулверхэмптон Уондерерс | В     | 5:2  | Бонен, 3', 19', Буффондж, 24', Буркарт, 29', Чонг, 32'             |
| 5 ноября 2016    | Блэкберн Роверс         | Д     | 4:1  | О’Коннор, 19', Уоррен, 33', Гомес, 38', Барлоу, 64'                |
| 12 ноября 2016   | Ньюкасл Юнайтед         | В     | 4:0  | Гомес, 34', Гриббин, 37' (пен.), Бауи, 66', Бонен, 88'             |
| 19 ноября 2016   | Ливерпуль               | В     | 3:3  | Гриббин, 13', 38', 88' (пен.)                                      |
| 25 ноября 2016   | Дерби Каунти            | Д     | 4:0  | Гомес, 9' (пен.), Чонг, 29', Бауи, 36', Буффондж, 53'              |
| 3 декабря 2016   | Манчестер Сити          | Д     | 2:2  | Гриббин, 45', Буффондж, 81'                                        |
| 17 декабря 2016  | Вест Бромвич Альбион    | В     | 3:2  | Гомес, 10' (пен.), Хэмилтон, 31', 58'                              |
| 21 января 2017   | Эвертон                 | Д     | 1:1  | Гомес, 20'                                                         |
| 28 января 2017   | Сандерленд              | В     | 5:2  | Бауи, 19', Барлоу, 35', Буркарт, 48', Хэмилтон, 50', Дернли, 67'   |
| 4 февраля 2017   | Вулверхэмптон Уондерерс | Д     | 3:0  | Гомес, 65', Бауи, 86', Дернли, 90+4'                               |
| 10 февраля 2017  | Ньюкасл Юнайтед         | Д     | 4:0  | Дернли, 6', Барлоу, 59', 67' (пен.), 80'                           |
| 18 февраля 2017  | Блэкберн Роверс         | В     | 2:3  | Хэмилтон, 53', Барлоу, 68'                                         |
| 3 марта 2017     | Сток Сити               | В     | 2:0  | Бауи, 46', Буффондж, 81'                                           |

| Дата           | Соперник         | Д / В | Счёт | Авторы голов за «Юнайтед»                                           |
| -------------- | ---------------- | ----- | ---- | ------------------------------------------------------------------- |
| 10 марта 2017  | Ливерпуль        | Д     | 2:2  | Барлоу, 79', 85'                                                    |
| 18 марта 2017  | Манчестер Сити   | В     | 2:2  | Гомес, 25', Дернли, 57'                                             |
| 1 апреля 2017  | Челси            | В     | 3:4  | Хэмилтон, 9', Бауи, 52', Буркарт, 81'                               |
| 22 апреля 2017 | Вест Хэм Юнайтед | Д     | 2:1  | Барлоу, 8', Дернли, 40'                                             |
| 29 апреля 2017 | Рединг           | В     | 5:2  | Гриббин, 26', Барлоу, 56' (пен.), 89', Хэмилтон, 72', Дернли, 90+3' |
| 3 мая 2017     | Арсенал          | Д     | 0:3  |                                                                     |
| 12 мая 2017    | Блэкберн Роверс  | Д     | 2:4  | Хэмилтон, 33', 73'                                                  |